# El Clásico
El Clásico (tiếng Tây Ban Nha, cũng bằng chữ thường; phát âm tiếng Tây Ban Nha: [el ˈklasiko]) hoặc El Clàssic (tiếng Catalunya, phát âm [əl ˈklasik]), cả hai đều có nghĩa là "Kinh Điển", là tên gọi dành cho bất kỳ trận đấu bóng đá nào giữa các câu lạc bộ kình địch Barcelona và Real Madrid. Ban đầu đề cập đến các cuộc thi được tổ chức tại giải vô địch Tây Ban Nha, thuật ngữ này hiện bao gồm mọi trận đấu giữa các câu lạc bộ, chẳng hạn như các trận đấu trong UEFA Champions League, Supercopa de España và Copa del Rey. Nó được coi là một trong những cuộc cạnh tranh khốc liệt nhất trong thể thao và các trận đấu của nó có lượng khán giả toàn cầu lên tới hàng trăm triệu người. Một trận đấu được biết đến với sự quyết liệt, có sự góp mặt của những màn ăn mừng bàn thắng đáng nhớ từ cả hai đội, thường kèm theo sự chế giễu từ cả hai bên.
Sự kiện này mang ý nghĩa chính trị lớn do Phong trào độc lập Catalunya, với hai câu lạc bộ thường xác định có lập trường chính trị đối lập; Madrid là thủ đô và thành phố lớn nhất của Tây Ban Nha và do đó được xác định với chủ nghĩa liên hiệp Tây Ban Nha, trong khi Barcelona là thủ đô và thành phố lớn nhất của cộng đồng tự trị Catalunya và do đó được xác định với chủ nghĩa ly khai Catalan. Họ là hai trong những câu lạc bộ bóng đá giàu có và thành công nhất thế giới; năm 2014, Forbes xếp hạng Barcelona và Real Madrid là hai đội thể thao có giá trị nhất thế giới. Cả hai câu lạc bộ đều có lượng người hâm mộ trên toàn thế giới và là hai đội thể thao được theo dõi nhiều nhất trên mạng xã hội.
Real Madrid dẫn đầu về kết quả đối đầu trong các trận đấu chính thức với 105 trận thắng so với 103 trận thắng và 52 trận hòa của Barcelona tính đến trận đấu diễn ra vào ngày 12 tháng 1 năm 2025. Cùng với Athletic Bilbao, họ là câu lạc bộ duy nhất ở La Liga chưa bao giờ xuống hạng.

## Cạnh tranh

### Lịch sử

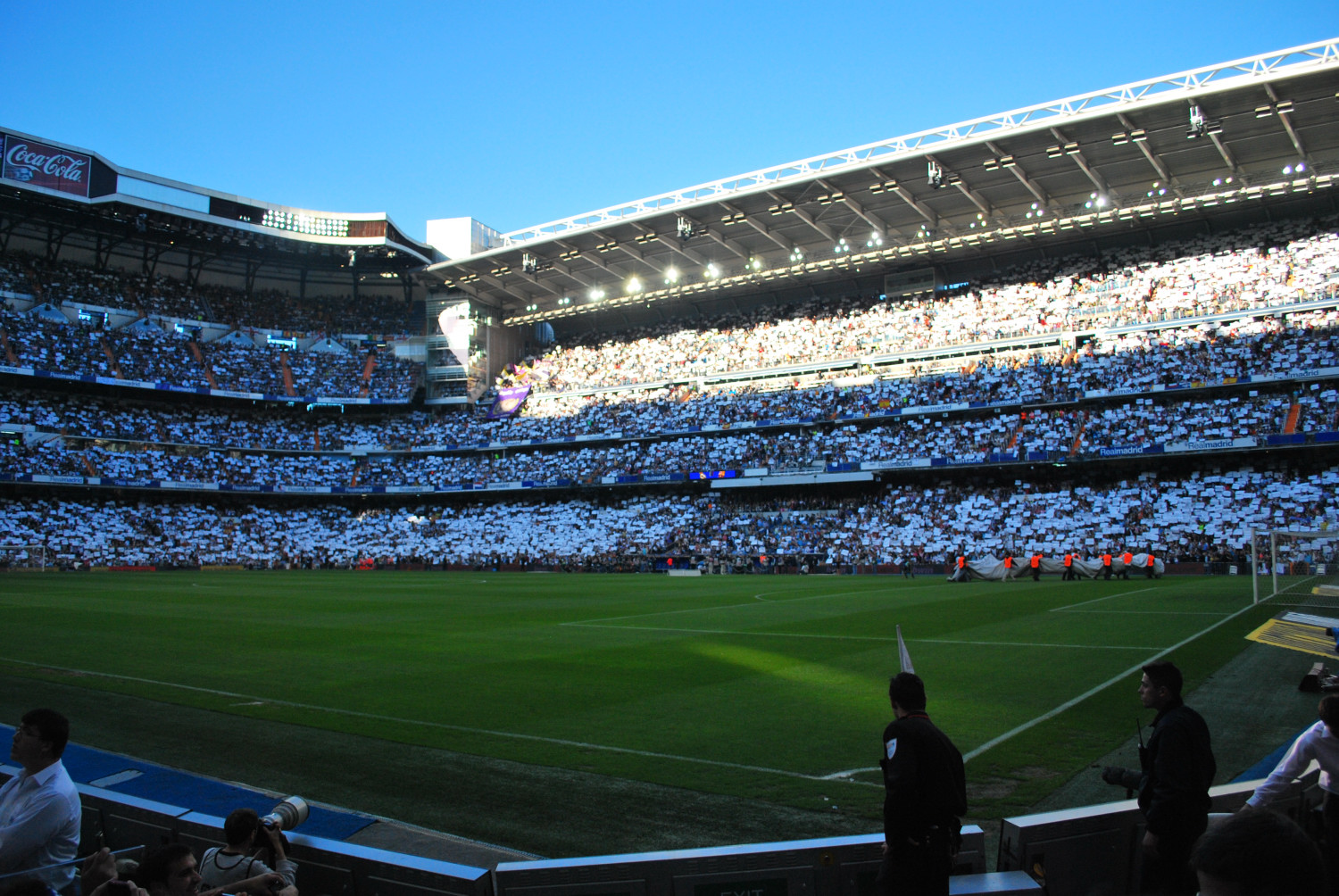
Santiago Bernabéu, sân nhà của Real Madrid, trước El Clásico.

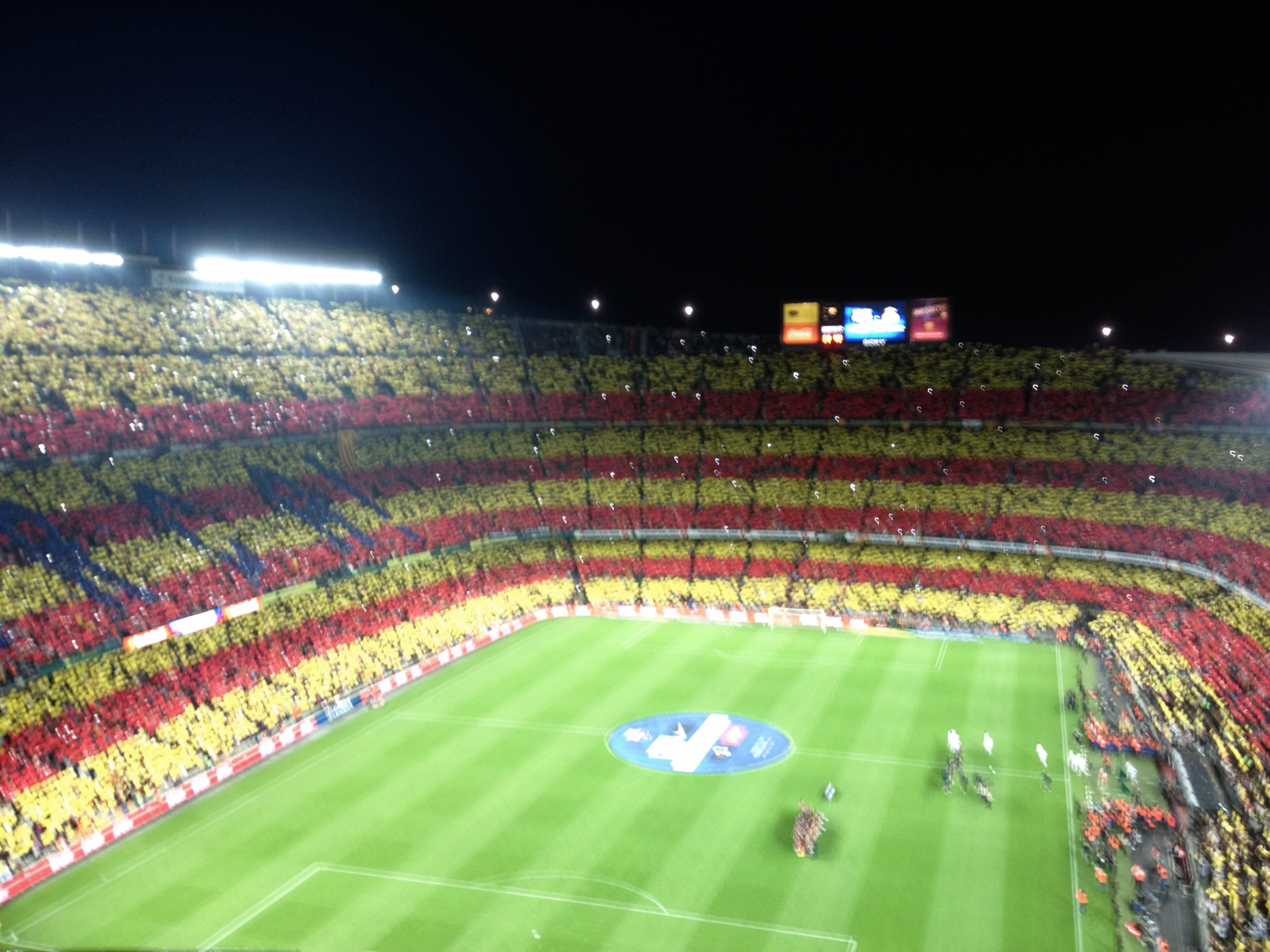
Camp Nou, sân nhà của FC Barcelona, trước El Clásico. Cổ động viên Barcelona đang tạo ra một bức tranh ghép của cờ Catalunya.

Cuộc xung đột giữa Real Madrid và Barcelona từ lâu đã vượt ra ngoài phạm vi thể thao, đến mức các cuộc bầu cử chủ tịch câu lạc bộ đã bị chính trị hóa mạnh mẽ. Phil Ball, tác giả của Morbo: Câu chuyện về bóng đá Tây Ban Nha, nói về trận đấu; "họ ghét nhau đến mức có thể thực sự gây sốc cho người ngoài cuộc".
Ngay từ những năm 1930, Barcelona "đã nổi tiếng là biểu tượng của bản sắc Catalunya, đối lập với xu hướng tập trung quyền lực của Madrid". Năm 1936, khi Francisco Franco bắt đầu cuộc đảo chính chống lại nền dân chủ Đệ Nhị Cộng hòa Tây Ban Nha, chủ tịch Barcelona, Josep Sunyol, thành viên của Đảng Cộng hòa cánh tả của Catalunya và Đại biểu Quốc hội, đã bị bắt và bị xử tử mà không cần xét xử bởi quân đội của Franco (Sunyol đang thực hiện các hoạt động chính trị của mình, thăm quân đội Cộng hòa ở phía bắc Madrid). Trong thời kỳ độc tài của Miguel Primo de Rivera và đặc biệt là Francisco Franco, tất cả các ngôn ngữ và bản sắc khu vực ở Tây Ban Nha đều bị chỉ trích và hạn chế. Vì vậy, hầu hết công dân Barcelona đều phản đối mạnh mẽ chế độ giống như phát xít. Trong thời gian này, Barcelona đã có được phương châm của họ Més que un club (tiếng Việt: Hơn cả một câu lạc bộ) vì mối liên hệ được cho là của nó với chủ nghĩa dân tộc Catalunya cũng như với các tín ngưỡng chủ nghĩa tiến bộ.
Có một cuộc tranh cãi đang diễn ra về mức độ ảnh hưởng của chế độ cai trị của Franco (1939–75) đến các hoạt động và kết quả trên sân của cả Barcelona và Real Madrid. Hầu hết các nhà sử học đều đồng ý rằng Franco không có đội bóng đá ưa thích, nhưng niềm tin dân tộc chủ nghĩa Tây Ban Nha của ông đã khiến ông liên kết với các đội bóng thành lập, chẳng hạn như Atlético Aviación và Madrid FC (đã lấy lại được tên hoàng gia của mình sau khi nền Cộng hòa sụp đổ). Mặt khác, ông cũng muốn tên gọi mới của CF Barcelona sẽ thành công như một "đội bóng Tây Ban Nha" thay vì một đội bóng xứ Catalunya. Trong những năm đầu dưới thời Franco, Real Madrid không mấy thành công khi chỉ giành được hai danh hiệu Copa del Generalísimo và một Copa Eva Duarte; Barcelona giành được ba danh hiệu vô địch quốc gia, một Copa del Generalísimo và một Copa Eva Duarte. Trong thời kỳ đó, Atlético Aviación được cho là đội được ưu tiên hơn Real Madrid. Các sự kiện trong giai đoạn này bao gồm chiến thắng trên sân nhà của 11–1 trên sân nhà trước Barcelona tại Copa del Generalísimo, nơi đội bóng xứ Catalan cáo buộc có hành vi đe dọa, và vụ chuyển nhượng gây tranh cãi của Alfredo Di Stéfano sang Real Madrid mặc dù ông đã có thỏa thuận với Barcelona. Vụ chuyển nhượng sau này là một phần trong "cuộc cách mạng" của chủ tịch Real Madrid Santiago Bernabéu đã mở ra kỷ nguyên thống trị chưa từng có. Bernabéu, bản thân là một cựu chiến binh của Nội chiến đã chiến đấu cho lực lượng của Franco, thấy Real Madrid không chỉ đứng đầu bóng đá Tây Ban Nha mà còn cả bóng đá châu Âu, góp phần tạo nên Cúp châu Âu, cuộc thi thực sự đầu tiên dành cho các câu lạc bộ xuất sắc nhất châu Âu. Tầm nhìn của ông đã thành hiện thực khi Real Madrid không chỉ bắt đầu giành chức vô địch liên tiếp mà còn giành được năm lần đầu tiên của Cúp châu Âu vào những năm 1950. Những sự kiện này có tác động sâu sắc đến bóng đá Tây Ban Nha và ảnh hưởng đến thái độ của Franco. Theo các nhà sử học, trong thời gian này, ông nhận ra tầm quan trọng của Real Madrid đối với hình ảnh quốc tế của chế độ mình, và câu lạc bộ đã trở thành đội bóng ưa thích của ông cho đến khi ông qua đời. Fernando Maria Castiella, từng làm Bộ trưởng Bộ Ngoại giao dưới thời Franco từ 1957 đến 1969, lưu ý rằng "[Real Madrid] là đại sứ tốt nhất mà chúng tôi từng có." Franco qua đời năm 1975, và quá trình chuyển đổi sang nền dân chủ của Tây Ban Nha diễn ra ngay sau đó. Dưới sự cai trị của ông, Real Madrid đã giành được 14 danh hiệu vô địch quốc gia, 6 danh hiệu Copa del Generalísimo, 1 Copa Eva Duarte, 6 Cúp châu Âu, 2 Cúp Latin và 1 Cúp Liên lục địa. Trong cùng giai đoạn, Barcelona giành được 8 danh hiệu vô địch quốc gia, 9 danh hiệu Copa del Generalísimo, 3 danh hiệu Copa Eva Duarte, 3 Inter-Cities Fairs Cup, và 2 Cúp Latin.
Hình ảnh của cả hai câu lạc bộ bị ảnh hưởng thêm bởi sự ra đời của các nhóm ultras, một số trong đó đã trở thành những hooligan. Năm 1980, Ultras Sur được thành lập như một nhóm ultras Real Madrid thiên hữu, tiếp theo là sự thành lập của nhóm ultras Barcelona Boixos Nois ban đầu thiên tả, và sau đó là thiên hữu. Cả hai nhóm đều trở nên nổi tiếng vì các hành vi bạo lực của họ, và một trong những phe phái xung đột nhất của những người ủng hộ Barcelona, Casuals, đã trở thành một tổ chức tội phạm hoàn chỉnh.
Đối với nhiều người, Barcelona vẫn được coi là "câu lạc bộ nổi loạn" hoặc là cực đối lập với "chủ nghĩa bảo thủ của Real Madrid". Theo các cuộc thăm dò do CIS (Centro de Investigaciones Sociológicas - Trung tâm nghiên cứu xã hội học) công bố, Real Madrid là đội bóng được hầu hết người dân Tây Ban Nha yêu thích, trong khi Barcelona đứng ở vị trí thứ hai. Ở Catalonia, các thế lực thuộc mọi thành phần chính trị đều ủng hộ Barcelona. Tuy nhiên, sự ủng hộ dành cho câu lạc bộ blaugrana còn vượt xa khu vực đó, đạt được kết quả tốt nhất trong số những người trẻ tuổi, những người ủng hộ cấu trúc liên bang của Tây Ban Nha và những công dân có hệ tư tưởng cánh tả, trái ngược với người hâm mộ Real Madrid có xu hướng chính trị theo quan điểm cánh hữu.

### Bán kết Copa del Generalísimo 1943

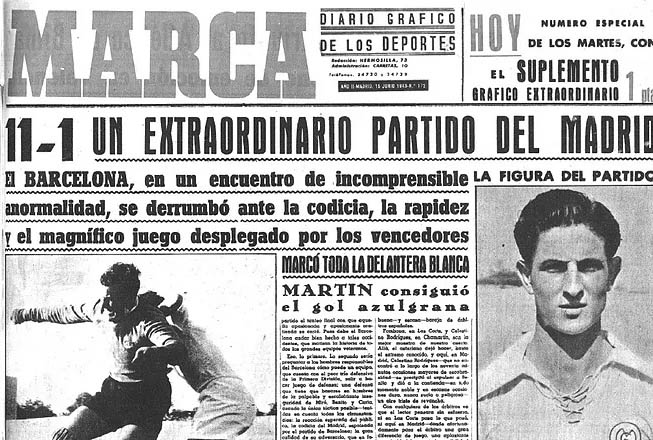
Trang bìa của tờ báo Marca có tiêu đề "một trận đấu phi thường của Real Madrid" để mô tả chiến thắng 11–1 trước Barcelona.

Vào ngày 13 tháng 6 năm 1943, Real Madrid đánh bại Barcelona 11–1 tại Chamartín trong trận bán kết lượt về Copa del Generalísimo (Copa del Presidente de la República đã được đổi tên để vinh danh Francisco Franco). Trận đấu lượt đi, chơi tại Les Corts ở Catalunya, đã kết thúc với chiến thắng 3–0 của Barcelona. Madrid phàn nàn về cả ba bàn thắng mà trọng tài Fombona Fernández đã công nhận cho Barcelona, với những người ủng hộ đội nhà cũng huýt sáo Madrid trong suốt trận đấu, đội mà họ cáo buộc sử dụng chiến thuật thô bạo, và Fombona đã cho phép họ làm như vậy. Josep Escolà của Barça đã được cáng rời sân trong hiệp một với những vết đinh của José María Querejeta trên bụng. Một chiến dịch bắt đầu ở Madrid. Tờ báo Ya báo cáo tiếng huýt sáo là "một ý định rõ ràng nhằm tấn công các đại diện của Tây Ban Nha." Cầu thủ Barcelona Josep Valle nhớ lại: "Nhân viên báo chí tại DND và tờ ABC đã viết đủ thứ dối trá, những điều thực sự tồi tệ, khiến người hâm mộ Madrid tức giận hơn bao giờ hết". Cựu thủ môn Real Madrid Eduardo Teus, người thừa nhận rằng Madrid "trên hết đã chơi hết mình", đã viết trên một tờ báo: "chính mặt sân đã khiến Madrid phải nhận hai trong ba bàn thua, những bàn thua hoàn toàn không công bằng".
Người hâm mộ Barcelona bị cấm đến Madrid. Real Madrid đã đưa ra một tuyên bố sau trận đấu mà cựu chủ tịch câu lạc bộ Ramón Mendoza giải thích, "Thông điệp được truyền tải là những người hâm mộ nào muốn có thể đến quán bar El Club trên phố Calle de la Victoria, nơi có trung tâm xã hội của Madrid. Ở đó, họ được tặng một chiếc còi. Những người khác được tặng còi cùng với vé của họ." Vào ngày diễn ra trận lượt về, đội Barcelona đã bị xúc phạm và họ ném đá vào xe buýt của họ ngay khi họ rời khỏi khách sạn. Tiền đạo của Barcelona Mariano Gonzalvo đã nói về vụ việc, "Năm phút trước khi trận đấu bắt đầu, khu vực phạt đền của chúng tôi đã đầy tiền xu." Thủ môn của Barcelona Lluis Miró hiếm khi đến gần vạch vôi của mình—khi đến, anh ta được trang bị đá. Như Francisco Calvet đã kể lại câu chuyện, "Họ hét lên: Quỷ đỏ! Những kẻ ly khai!... một chai rượu suýt nữa đã giết chết Sospedra nếu nó trúng anh ta. Mọi chuyện đã được sắp đặt."
Real Madrid dẫn trước 2–0 trong vòng nửa giờ. Bàn thắng thứ ba mang theo một thẻ đỏ cho Benito García của Barcelona sau khi anh ta thực hiện những gì Calvet tuyên bố là một "cú vào bóng hoàn toàn bình thường". José Llopis Corona của Madrid nhớ lại, "Vào thời điểm đó, họ đã hơi mất tinh thần", trong khi Ángel Mur phản bác, "vào thời điểm đó, chúng tôi nghĩ: 'hãy tiếp tục, ghi nhiều bàn thắng như bạn muốn'." Madrid ghi bàn trong những phút 31', 33', 35', 39', 43' và 44', cũng như hai bàn thắng bị từ chối vì lỗi việt vị, nâng tỷ số lên 8–0. Juan Samaranch viết: "Trong bầu không khí đó và với một trọng tài muốn tránh mọi biến chứng, thì việc chơi bóng là điều không thể... Nếu đội azulgranas chơi tệ, thực sự tệ, thì bảng điểm vẫn không đạt đến con số thiên văn đó. Vấn đề là họ đã không chơi chút nào." Cả hai câu lạc bộ đều bị phạt 2.500 pesetas bởi Liên đoàn bóng đá Hoàng gia Tây Ban Nha và mặc dù Barcelona đã kháng cáo, nhưng điều đó không có tác dụng gì. Piñeyro đã từ chức để phản đối, phàn nàn về "một chiến dịch mà báo chí đã tiến hành chống lại Barcelona trong một tuần và lên đến đỉnh điểm là ngày đáng xấu hổ tại Chamartín".
Bài tường thuật trận đấu trên tờ báo La Prensa mô tả bàn thắng duy nhất của Barcelona là "lời nhắc nhở rằng có một đội bóng biết cách chơi bóng và nếu họ không làm được điều đó vào buổi chiều hôm đó thì đó không hẳn là lỗi của họ". Một tờ báo khác gọi tỷ số này là "vô lý và bất thường". Theo nhà báo bóng đá Sid Lowe, "Có tương đối ít đề cập đến trận đấu [kể từ đó] và đây không phải là kết quả được ăn mừng đặc biệt ở Madrid. Thật vậy, tỷ số 11–1 chiếm một vị trí nổi bật hơn nhiều trong lịch sử của Barcelona. Đây là trận đấu đầu tiên hình thành nên sự nhận diện rằng Madrid là đội bóng của chế độ độc tài và Barcelona là nạn nhân của chế độ này." Fernando Argila, thủ môn dự bị của Barcelona trong trận đấu đó, cho biết: "Không có sự cạnh tranh nào cả. Ít nhất là cho đến trận đấu đó."

### Chuyển nhượng Di Stéfano

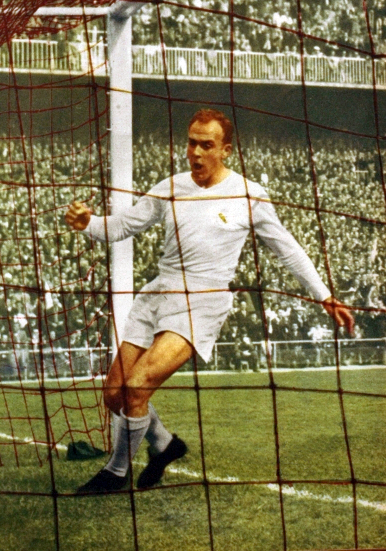
Việc chuyển nhượng gây tranh cãi của Alfredo Di Stéfano sang Real Madrid thay vì Barcelona vào năm 1953 đã làm gia tăng sự cạnh tranh.

Sự cạnh tranh trở nên gay gắt hơn vào những năm 1950 khi các câu lạc bộ tranh chấp việc ký hợp đồng với tiền đạo người Argentina Alfredo Di Stéfano. Di Stéfano đã gây ấn tượng với cả Barcelona và Real Madrid khi chơi cho Los Millionarios ở Bogotá, Colombia, trong cuộc đình công của cầu thủ tại quê hương Argentina của ông. Ngay sau khi Millonarios trở về Colombia, các giám đốc của Barcelona đã đến Buenos Aires và đồng ý với River Plate, đội bóng cuối cùng trực thuộc FIFA nắm giữ quyền sở hữu Di Stéfano, về việc chuyển nhượng anh vào năm 1954 với số tiền tương đương 150 triệu lira Ý (200.000 đô la theo các nguồn khác).). Sự kiện này đã khởi đầu cho cuộc chiến giành quyền lợi giữa hai đối thủ Tây Ban Nha. FIFA đã bổ nhiệm Armando Muñoz Calero, cựu chủ tịch Liên đoàn bóng đá Tây Ban Nha làm người hòa giải. Calero quyết định để Di Stéfano chơi các mùa giải 1953–54 và 1955–56 ở Madrid, và các mùa giải 1954–55 và 1956–57 ở Barcelona. Thỏa thuận đã được Hiệp hội bóng đá và các câu lạc bộ liên quan chấp thuận. Mặc dù người Catalunya đồng ý, quyết định này đã tạo ra nhiều sự bất bình trong số các thành viên Blaugrana và chủ tịch đã buộc phải từ chức vào tháng 9 năm 1953. Barcelona đã bán cho Madrid một nửa cổ phần của họ và Di Stéfano chuyển đến Los Blancos, ký hợp đồng bốn năm. Real đã trả 5,5 triệu pesetas Tây Ban Nha cho vụ chuyển nhượng này, cộng thêm 1,3 triệu tiền thưởng cho thương vụ mua bán này, một khoản phí hàng năm phải trả cho Millonarios, và mức lương 16.000 cho Di Stéfano cùng khoản tiền thưởng gấp đôi so với các đồng đội của anh, tổng cộng chiếm 40% doanh thu hàng năm của câu lạc bộ Madrid.
Di Stéfano đóng vai trò quan trọng trong thành công tiếp theo của Real Madrid khi ghi được hai bàn trong trận đấu đầu tiên gặp Barcelona. Với ông, Madrid đã giành chiến thắng trong năm phiên bản đầu tiên của Cúp châu Âu. Những năm 1960 chứng kiến sự cạnh tranh lên đến đấu trường châu Âu khi Real Madrid và Barcelona gặp nhau hai lần tại Cúp C1 châu Âu, với chiến thắng thuộc về Madrid trên đường giành chức vô địch thứ năm liên tiếp ở mùa giải 1959–60 và Barcelona thắng thế trên đường thua trận chung kết mùa giải 1960–61.

### Chung kết của những chiếc chai
Vào ngày 11 tháng 7 năm 1968, Barcelona đã đánh bại Real Madrid với tỷ số 1–0 trong trận chung kết Copa del Generalísimo tại Santiago Bernabéu. Người hâm mộ Real Madrid, tức giận với công tác trọng tài, bắt đầu ném chai lọ vào trọng tài và các cầu thủ Barcelona trong những phút cuối cùng của trận đấu. Antonio Rigo, trọng tài của trận chung kết, bị cáo buộc thiên vị Barcelona. Liên quan đến hai quả phạt đền không được trao, ông cho biết "Tôi không thấy Amancio bị phạt, và Serena đã vấp ngã. Ông ta muốn lừa tôi bằng cách ngã vờ khi anh ta tiến vào vòng cấm." Ông cũng cáo buộc huấn luyện viên của Real Madrid đã cố gắng hối lộ ông bằng một món quà trước trận đấu. Tướng Franco đã trao tặng chiếc cúp cho Barcelona bằng một thùng đầy chai, do đó mới có tên như vậy.

### Chuyển nhượng Luís Figo

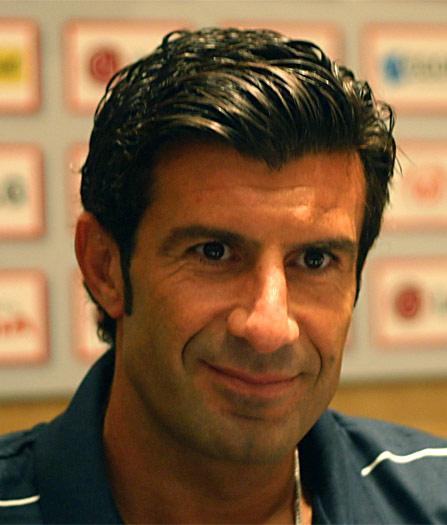
Việc Luís Figo chuyển từ Barcelona sang Real Madrid vào năm 2000 đã dẫn đến một chiến dịch thù hận từ một số người hâm mộ câu lạc bộ cũ của anh.

Năm 2000, ứng cử viên tổng thống khi đó của Real Madrid, Florentino Pérez, đã đề nghị đội phó của Barcelona Luís Figo 2,4 triệu đô la để ký một thỏa thuận ràng buộc anh ta với Madrid nếu anh ta thắng cử. Nếu Figo phá vỡ thỏa thuận, anh ta sẽ phải trả cho Pérez 30 triệu đô la tiền bồi thường. Khi người đại diện của anh ta xác nhận thỏa thuận, Figo đã phủ nhận mọi thứ, nhấn mạnh rằng, "Tôi sẽ ở lại Barcelona bất kể Pérez thắng hay thua." Anh cáo buộc ứng cử viên chủ tịch là "dối trá" và "ảo tưởng". Anh nói với các đồng đội ở Barcelona Luis Enrique và Pep Guardiola rằng anh sẽ không rời đi và họ đã truyền đạt thông điệp này đến toàn đội Barcelona.
Vào ngày 9 tháng 7, Sport đã thực hiện một cuộc phỏng vấn trong đó ông nói, "Tôi muốn gửi một thông điệp bình tĩnh đến người hâm mộ Barcelona, những người mà tôi luôn và sẽ luôn dành cho họ tình cảm lớn lao. Tôi muốn đảm bảo với họ rằng Luís Figo chắc chắn sẽ có mặt tại Camp Nou vào ngày 24 để bắt đầu mùa giải mới... Tôi chưa ký hợp đồng trước với một ứng cử viên chủ tịch tại Real Madrid. Không. Tôi không tức giận đến mức làm một điều như vậy."
Chủ tịch mới của Barcelona, Joan Gaspart, đã gọi điện cho giới truyền thông và nói với họ rằng, "Hôm nay, Figo đã cho tôi ấn tượng rằng anh ấy muốn làm hai điều: trở nên giàu có hơn và ở lại Barça." Tuy nhiên, ngày hôm sau, 24 tháng 7, Figo đã được giới thiệu tại Madrid và được Alfredo Di Stéfano trao cho chiếc áo đấu mới. Điều khoản mua lại của anh được ấn định ở mức 180 triệu đô la. Gaspart sau đó thừa nhận rằng, "Động thái của Figo đã hủy hoại chúng tôi."
Khi trở về Barcelona trong chiếc áo đấu của Real Madrid, biểu ngữ có "Judas", "Cặn bã" và "Lính đánh thuê" được treo khắp sân vận động. Hàng ngàn tờ tiền giả mệnh giá 10.000 peseta đã được in và in hình ảnh của anh, nằm giữa những quả cam, chai lọ, bật lửa, thậm chí một vài chiếc điện thoại di động cũng được ném vào anh. Trong mùa giải thứ ba của anh với Real Madrid, trận Clásico năm 2002 tại Camp Nou đã tạo ra một trong những hình ảnh đặc trưng của sự cạnh tranh. Figo bị chế giễu trong suốt trận đấu; những quả cầu tiền xu, một con dao, một chai rượu whisky, rơi như mưa từ khán đài, chủ yếu là từ những khu vực có Boixos Nois đông đúc, nơi anh đã thực hiện một quả phạt góc. Trong số những mảnh vỡ có một cái đầu lợn.

### Những vấn đề gần đây

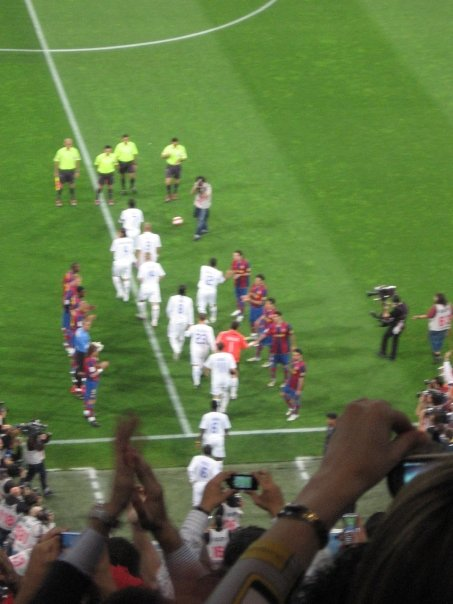
Các cầu thủ Barcelona thể hiện "pasillo" tại Santiago Bernabéu năm 2008.

Gần đây, sự cạnh tranh đã được tăng cường bởi truyền thống pasillo hiện đại của Tây Ban Nha, trong đó một đội sẽ được đội kia xếp hàng danh dự trong nhiều thập kỷ, sau khi đội trước giành được cúp La Liga trước khi trận El Clásico diễn ra. Điều này đã xảy ra ba lần. Đầu tiên là trận El Clásico diễn ra vào ngày 30 tháng 4 năm 1988, nơi Real Madrid giành chức vô địch ở vòng trước. Sau đó, ba năm sau, khi Barcelona giành chức vô địch ở vòng đấu trước El Clasico vào ngày 8 tháng 6 năm 1991. Lần pasillo gần đây nhất diễn ra vào ngày 7 tháng 5 năm 2008 và lần này Real Madrid đã giành chức vô địch. Vào tháng 5 năm 2018, Real Madrid đã từ chối thực hiện pasillo với Barcelona mặc dù đội bóng này đã giành chức vô địch một vòng trước khi họ gặp nhau. Huấn luyện viên của Real Madrid vào thời điểm đó, Zinedine Zidane, lý luận rằng Barcelona cũng đã từ chối thực hiện điều đó năm tháng trước đó, vào ngày 23 tháng 12 năm 2017, khi Real Madrid là nhà vô địch FIFA Club World Cup.
Hai đội lại gặp nhau tại bán kết UEFA Champions League năm 2002, với chiến thắng 2–0 của Real tại Barcelona và hòa 1–1 tại Madrid, dẫn đến chiến thắng chung cuộc 3–1 cho Los Blancos. Trận đấu được truyền thông Tây Ban Nha gọi là "Trận đấu của thế kỷ".
Trong khi El Clásico được coi là một trong những trận đấu ganh đua khốc liệt nhất trong làng bóng đá thế giới, vẫn có những khoảnh khắc hiếm hoi mà người hâm mộ dành lời khen ngợi cho một cầu thủ của đội đối phương. Năm 1980, Laurie Cunningham là cầu thủ Real Madrid đầu tiên nhận được tràng pháo tay từ người hâm mộ Barcelona tại Camp Nou; sau khi chơi xuất sắc trong trận đấu và Madrid giành chiến thắng 2–0, Cunningham rời sân trong tiếng vỗ tay hoan nghênh nhiệt liệt của người hâm mộ địa phương. Vào ngày 26 tháng 6 năm 1983, trong trận lượt về chung kết Copa de la Liga tại Santiago Bernabéu ở Madrid, sau khi rê bóng qua thủ môn Real Madrid, ngôi sao Diego Maradona của Barcelona đã chạy về phía một khung thành trống trước khi dừng lại ngay khi hậu vệ của Madrid Juan José trượt chân để cố gắng chặn cú sút và đâm vào cột dọc, trước khi Maradona đưa bóng vào lưới. Cách Maradona ghi bàn đã khiến nhiều người hâm mộ Madrid có mặt tại sân vận động bắt đầu vỗ tay. Vào tháng 11 năm 2005, Ronaldinho trở thành cầu thủ Barcelona thứ hai nhận được sự hoan nghênh nhiệt liệt từ người hâm mộ Madrid tại Santiago Bernabéu. Sau khi rê bóng qua hàng phòng ngự của Madrid hai lần để ghi hai bàn thắng trong chiến thắng 3–0, người hâm mộ Madrid đã dành tặng anh tràng pháo tay để tri ân màn trình diễn của anh. Vào ngày 21 tháng 11 năm 2015, Andrés Iniesta đã trở thành cầu thủ thứ ba của Barcelona nhận được tràng pháo tay từ người hâm mộ Real Madrid khi anh bị thay ra trong chiến thắng 4–0 trên sân khách, với Iniesta ghi bàn thắng thứ ba cho Barça. Anh đã là một nhân vật nổi tiếng khắp Tây Ban Nha khi ghi bàn thắng quyết định của quốc gia này tại World Cup năm 2010.

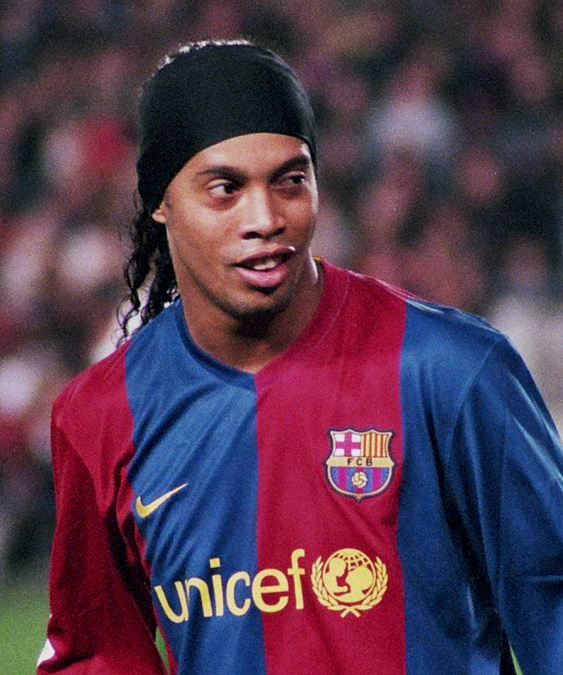
Năm 2005, Ronaldinho trở thành cầu thủ thứ hai của Barcelona, sau Diego Maradona năm 1983, nhận được sự hoan nghênh nhiệt liệt từ người hâm mộ Real Madrid tại Santiago Bernabéu.

Một cuộc khảo sát năm 2007 của Centro de Investigaciones Sociológicas cho thấy 32% dân số Tây Ban Nha ủng hộ Real Madrid, trong khi 25% ủng hộ Barcelona. Đứng thứ ba là Valencia, với 5%. Theo cuộc thăm dò của Ikerfel năm 2011, Barcelona là đội bóng được yêu thích nhất ở Tây Ban Nha với 44% lượt bình chọn, trong khi Real Madrid đứng thứ hai với 37%. Atlético Madrid, Valencia và Athletic Bilbao hoàn thành năm vị trí đầu bảng.
Sự cạnh tranh trở nên gay gắt hơn vào năm 2011, khi Barcelona và Real Madrid được lên lịch gặp nhau bốn lần trong 18 ngày, bao gồm chung kết Copa del Rey và bán kết UEFA Champions League. Một số lời cáo buộc về hành vi phi thể thao từ cả hai đội và một cuộc khẩu chiến nổ ra trong suốt các trận đấu, bao gồm bốn thẻ đỏ. Huấn luyện viên Đội tuyển quốc gia Tây Ban Nha Vicente del Bosque tuyên bố rằng ông "lo ngại" rằng do sự thù hận ngày càng tăng giữa hai câu lạc bộ, điều này có thể gây ra sự bất hòa trong đội tuyển Tây Ban Nha.
Một trận đấu nổi tiếng với cường độ và tính thiếu kỷ luật, cũng có những màn ăn mừng bàn thắng đáng nhớ từ cả hai đội, thường bao gồm việc chế giễu đối thủ. Vào tháng 10 năm 1999, tiền đạo Raúl của Real Madrid đã khiến 100.000 người hâm mộ Barcelona tại Camp Nou im lặng khi anh ghi bàn gỡ hòa ở phút thứ 86 trước khi anh ăn mừng bằng cách đưa ngón tay lên môi như thể bảo đám đông im lặng. Vào tháng 5 năm 2009, đội trưởng Barcelona Carles Puyol đã hôn băng đội trưởng Catalan của mình trước người hâm mộ Madrid tại Santiago Bernabéu sau bàn thắng bằng đầu ở phút thứ 21 trong chiến thắng 6–2. Cristiano Ronaldo đã hai lần ra hiệu cho đám đông khán giả thù địch "bình tĩnh lại" sau khi ghi bàn vào lưới Barcelona tại Camp Nou vào năm 2012 và 2016, cả hai đều là bàn thắng quyết định trong chiến thắng 2–1. Vào tháng 4 năm 2017, trong chiến thắng 3–2 của Barcelona, Messi đã ăn mừng bàn thắng quyết định ở phút thứ 93 trước Real Madrid tại Santiago Bernabéu bằng cách cởi áo đấu Barcelona và giơ lên trước mặt người hâm mộ Real Madrid đang tức giận – với tên và số áo của anh hướng về phía họ. Vào cuối năm đó, vào tháng 8, Ronaldo đã được thay vào trong chiến thắng 3–1 ở lượt đi tại Siêu cúp Tây Ban Nha, ghi bàn ở phút thứ 80, và cởi áo trước khi giơ nó lên trước người hâm mộ Barça với tên và số áo hướng về phía họ. Tuy nhiên, anh đã bị đuổi khỏi sân ngay sau đó, sau khi nhận thẻ vàng thứ hai vì hành vi giả vờ.

## Sự cạnh tranh giữa cầu thủ

### László Kubala and Alfredo Di Stéfano (1953–1961)
Cho đến đầu những năm 1950, Real Madrid không phải là ứng cử viên thường xuyên cho chức vô địch ở Tây Ban Nha khi chỉ giành được hai chức vô địch Primera División từ năm 1929 đến năm 1953. Tuy nhiên, mọi thứ đã thay đổi với Real sau khi Alfredo Di Stéfano đến vào năm 1953, Paco Gento cùng năm, Raymond Kopa vào năm 1956 và Ferenc Puskás vào năm 1958. Sức mạnh của Real Madrid tăng lên trong giai đoạn này cho đến khi đội thống trị Tây Ban Nha và châu Âu, trong khi Barcelona dựa vào ngôi sao người Hungary László Kubala và Luis Suárez, những người đã gia nhập vào năm 1955 cùng với các cầu thủ Hungary Sándor Kocsis và Zoltán Czibor và cầu thủ người Brazil Evaristo. Với sự xuất hiện của Kubala và Di Stéfano, Barcelona và Real Madrid đã trở thành hai trong những câu lạc bộ châu Âu quan trọng nhất trong những năm đó, và các cầu thủ đại diện cho bước ngoặt trong lịch sử của đội bóng.
Với Kubala và Di Stéfano, một sự cạnh tranh đã nảy sinh, nhưng vẫn phải mất một thời gian dài để trở thành như ngày nay. Giai đoạn này được đặc trưng bởi sự phong phú của các trận đấu ở các giải đấu khác nhau, khi họ đối đầu với nhau ở tất cả các giải đấu có sẵn tại thời điểm đó, đặc biệt là ở cấp độ châu Âu, nơi họ gặp nhau hai lần trong hai mùa giải liên tiếp. Trong giai đoạn của họ, El Clásico đã diễn ra 26 lần: Real thắng 13 trận, Barcelona thắng 10 trận và 3 trận kết thúc với tỷ số hòa. Di Stéfano ghi 14 bàn và Kubala ghi 4 bàn trong những trận đấu đó.

### Cristiano Ronaldo và Lionel Messi (2009–2018)
Sự cạnh tranh giữa Lionel Messi và Cristiano Ronaldo từ năm 2009 đến năm 2018 là sự cạnh tranh khốc liệt nhất trong lịch sử El Clásico, khi cả hai cầu thủ đều là cầu thủ ghi bàn nhiều nhất mọi thời đại của câu lạc bộ. Trong giai đoạn của họ, nhiều kỷ lục đã bị phá vỡ cho cả hai câu lạc bộ; hai cầu thủ thay phiên nhau trở thành cầu thủ ghi bàn hàng đầu ở La Liga và Champions League trong hầu hết các mùa giải khi họ ở Real Madrid và Barcelona. Trong giai đoạn này, Ronaldo đã giành được Chiếc giày vàng châu Âu ba lần và Messi năm lần. Ngoài ra, Messi đã giành được giải Ballon d'Or năm lần và Ronaldo bốn lần.
Trong chín năm chơi cùng nhau ở Tây Ban Nha, hai cầu thủ đã ghi tổng cộng 922 bàn thắng, bao gồm 38 bàn thắng trong các trận El Clásico, 20 bàn của Messi và 18 bàn của Ronaldo. Tính đến năm 2024, Ronaldo là cầu thủ ghi nhiều bàn thắng nhất mọi thời đại tại UEFA Champions League, tiếp theo là Messi ở vị trí thứ hai. Ngoài ra, Messi là cầu thủ ghi nhiều bàn thắng nhất mọi thời đại của La Liga với 474 bàn thắng, và Ronaldo đứng thứ hai với 311 bàn thắng. Cả hai cầu thủ đều góp phần vào kỷ lục của câu lạc bộ về số điểm nhiều nhất trong lịch sử La Liga, với 100 điểm trong mùa giải 2011–12 cho Real Madrid và trong mùa giải 2012–13 cho Barcelona.
Sự cạnh tranh giữa Messi và Ronaldo được đặc trưng bởi rất nhiều bàn thắng được ghi bởi cả hai cầu thủ, ngoài ra còn có nhiều danh hiệu trong nước và châu Âu mà họ là lý do chính để đạt được chúng. Trong thời kỳ của họ, họ đã góp phần vào sự thống trị của các câu lạc bộ của họ ở châu Âu, khi họ giành được sáu danh hiệu Champions League trong chín mùa giải, bao gồm năm mùa giải liên tiếp từ năm 2014 đến năm 2018. Trong các trận El Clásico, Messi đã ghi được 26 bàn thắng trong sự nghiệp của mình, đây là một kỷ lục. Ronaldo đã ghi được 18 bàn, là số bàn thắng nhiều thứ hai trong lịch sử của trận đấu này cùng với Di Stéfano. Mặt khác, Ronaldo có lợi thế nhỏ về tỷ lệ phút trên mỗi bàn thắng, ghi một bàn thắng sau mỗi 141 phút chơi trong các trận El Clásico. Chỉ kém Messi một chút, ghi một bàn thắng sau mỗi 151,54 phút.
Trong thời kỳ đó, sự cạnh tranh giữa Real Madrid và Barcelona được thể hiện rõ qua sự cạnh tranh giữa Ronaldo và Messi. Sau khi Barcelona chiêu mộ thành công Neymar và Luis Suárez, và Real Madrid chiêu mộ Gareth Bale và Karim Benzema, sự cạnh tranh đã mở rộng thành cuộc chiến giữa bộ ba tấn công của hai câu lạc bộ, với biệt danh "BBC" (Bale–Benzema–Cristiano) và "MSN" (Messi–Suárez–Neymar). Ronaldo rời Real Madrid để đến Juventus vào năm 2018, và trong tuần trước cuộc gặp gỡ đầu tiên của hai đội tại La Liga 2018–19, Messi bị chấn thương cánh tay khiến anh phải rời khỏi trận đấu. Đây là lần đầu tiên kể từ năm 2007, Clásico không có sự góp mặt của cả hai cầu thủ, với một số phương tiện truyền thông mô tả đây là 'sự kết thúc của một kỷ nguyên'. Barcelona giành chiến thắng với tỉ số 5–1.

## Thống kê

### Tổng kết các trận đấu
Tính đến 11 tháng 5 năm 2025
| Giải đấu              | Số trận | Thắng | Thắng | Hòa | Bàn thắng | Bàn thắng |     | Chủ nhà thắng | Chủ nhà thắng | Chủ nhà hòa | Chủ nhà hòa | Đội khách thắng | Đội khách thắng | Chiến thắng ở địa điểm khác | Chiến thắng ở địa điểm khác |
| Giải đấu              | Số trận | RMA   | BAR   | Hòa | RMA       | BAR       | RMA | BAR           | RMA           | BAR         | RMA         | BAR             | RMA             | BAR                         |                             |
| --------------------- | ------- | ----- | ----- | --- | --------- | --------- | --- | ------------- | ------------- | ----------- | ----------- | --------------- | --------------- | --------------------------- | --------------------------- |
| La Liga               | 190     | 79    | 76    | 35  | 307       | 309       | 56  | 52            | 15            | 20          | 23          | 24              | 0               | 0                           |                             |
| Copa de la Coronación | 1       | 0     | 1     | 0   | 1         | 3         | 0   | 0             | 0             | 0           | 0           | 0               | 0               | 1                           |                             |
| Copa del Rey          | 38      | 13    | 17    | 8   | 71        | 71        | 5   | 7             | 5             | 3           | 4           | 6               | 4               | 4                           |                             |
| Copa de la Liga       | 6       | 0     | 2     | 4   | 8         | 13        | 0   | 1             | 2             | 2           | 0           | 1               | 0               | 0                           |                             |
| Supercopa de España   | 18      | 10    | 6     | 2   | 40        | 29        | 6   | 4             | 1             | 1           | 2           | 0               | 2               | 2                           |                             |
| UEFA Champions League | 8       | 3     | 2     | 3   | 13        | 10        | 1   | 1             | 2             | 1           | 2           | 1               | 0               | 0                           |                             |
| Tất cả giải đấu       | 261     | 105   | 104   | 52  | 440       | 435       | 68  | 65            | 25            | 27          | 31          | 32              | 6               | 7                           |                             |
| Giao hữu              | 43      | 6     | 25    | 12  | 56        | 106       | 4   | 12            | 5             | 7           | 0           | 6               | 2               | 7                           |                             |
| Tất cả trận đấu       | 304     | 111   | 129   | 64  | 496       | 541       | 72  | 77            | 30            | 34          | 31          | 38              | 8               | 14                          |                             |

1. ↑  Mặc dù không được Liên đoàn bóng đá Hoàng gia Tây Ban Nha hiện tại công nhận là trận đấu chính thức, nó vẫn được coi là một trận đấu chính thức giữa Barcelona và Real Madrid theo các nguồn thống kê[90] và truyền thông.[91]
2. ↑  Không bao gồm Chung kết Copa del Generalísimo 1968, được tổ chức tại Santiago Bernabéu và chiến thắng thuộc về Barcelona, vì về mặt kỹ thuật đây là một địa điểm trung lập.

### Xếp hạng đối đầu tại La Liga (1929–2025)
| P. | 29 | 30 | 31 | 32 | 33 | 34 | 35 | 36 | 40 | 41 | 42 | 43 | 44 | 45 | 46 | 47 | 48 | 49 | 50 | 51 | 52 | 53 | 54 | 55 | 56 | 57 | 58 | 59 | 60 | 61 | 62 | 63 | 64 | 65 | 66 | 67 | 68 | 69 | 70 | 71 | 72 | 73 | 74 | 75 | 76 | 77 | 78 | 79 | 80 | 81 | 82 | 83 | 84 | 85 | 86 | 87 | 88 | 89 | 90 | 91 | 92 | 93 | 94 | 95 | 96 | 97 | 98 | 99 | 00 | 01 | 02 | 03 | 04 | 05 | 06 | 07 | 08 | 09 | 10 | 11 | 12 | 13 | 14 | 15 | 16 | 17 | 18 | 19 | 20 | 21 | 22 | 23 | 24 | 25 |
| -- | -- | -- | -- | -- | -- | -- | -- | -- | -- | -- | -- | -- | -- | -- | -- | -- | -- | -- | -- | -- | -- | -- | -- | -- | -- | -- | -- | -- | -- | -- | -- | -- | -- | -- | -- | -- | -- | -- | -- | -- | -- | -- | -- | -- | -- | -- | -- | -- | -- | -- | -- | -- | -- | -- | -- | -- | -- | -- | -- | -- | -- | -- | -- | -- | -- | -- | -- | -- | -- | -- | -- | -- | -- | -- | -- | -- | -- | -- | -- | -- | -- | -- | -- | -- | -- | -- | -- | -- | -- | -- | -- | -- | -- | -- |
| 1  | 1  |    |    | 1  | 1  |    |    |    |    |    |    |    |    | 1  |    |    | 1  | 1  |    |    | 1  | 1  | 1  | 1  |    | 1  | 1  | 1  | 1  | 1  | 1  | 1  | 1  | 1  |    | 1  | 1  | 1  |    |    | 1  |    | 1  | 1  | 1  |    | 1  | 1  | 1  |    |    |    |    | 1  | 1  | 1  | 1  | 1  | 1  | 1  | 1  | 1  | 1  | 1  |    | 1  | 1  | 1  |    | 1  |    | 1  |    | 1  | 1  | 1  | 1  | 1  | 1  | 1  | 1  | 1  |    | 1  | 1  | 1  | 1  | 1  | 1  |    | 1  | 1  | 1  | 1  |
| 2  | 2  | 2  |    |    |    | 2  | 2  | 2  |    |    | 2  |    |    | 2  | 2  |    |    |    |    |    |    |    | 2  | 2  | 2  |    |    | 2  | 2  |    | 2  |    | 2  |    | 2  | 2  | 2  |    |    | 2  |    | 2  |    |    | 2  | 2  | 2  |    |    | 2  | 2  | 2  | 2  |    | 2  | 2  |    | 2  |    |    | 2  | 2  |    |    |    | 2  |    | 2  | 2  |    |    |    | 2  | 2  | 2  | 2  |    | 2  | 2  | 2  | 2  | 2  | 2  | 2  | 2  | 2  |    |    | 2  | 2  | 2  | 2  | 2  | 2  |
| 3  |    |    |    | 3  |    |    |    |    |    |    |    | 3  |    |    |    |    |    | 3  |    |    | 3  | 3  |    |    | 3  | 3  | 3  |    |    |    |    |    |    |    | 3  |    |    | 3  |    |    | 3  |    |    | 3  |    |    |    |    |    |    | 3  |    | 3  |    |    |    |    |    | 3  | 3  |    |    |    |    | 3  |    |    |    |    |    | 3  |    |    |    |    |    | 3  |    |    |    |    |    | 3  |    |    |    | 3  | 3  |    | 3  |    |    |    |    |
| 4  |    |    | 4  |    | 4  |    |    |    | 4  | 4  |    |    |    |    | 4  | 4  |    |    | 4  | 4  |    |    |    |    |    |    |    |    |    | 4  |    |    |    |    |    |    |    |    | 4  | 4  |    | 4  |    |    |    |    |    |    | 4  |    |    | 4  |    |    |    |    |    |    |    |    |    |    | 4  | 4  |    |    | 4  |    |    | 4  | 4  |    | 4  |    |    |    |    |    |    |    |    |    |    |    |    |    |    |    |    |    |    |    |    |    |
| 5  |    | 5  |    |    |    |    |    | 5  |    |    |    |    |    |    |    |    |    |    | 5  |    |    |    |    |    |    |    |    |    |    |    |    |    |    |    |    |    |    |    |    |    |    |    |    |    |    |    |    | 5  |    | 5  |    |    |    | 5  |    |    |    |    |    |    |    |    |    |    |    |    |    |    | 5  |    |    |    |    |    |    |    |    |    |    |    |    |    |    |    |    |    |    |    |    |    |    |    |    |    |
| 6  |    |    | 6  |    |    |    | 6  |    |    | 6  |    |    | 6  |    |    |    |    |    |    |    |    |    |    |    |    |    |    |    |    |    |    | 6  |    | 6  |    |    |    |    | 6  |    |    |    |    |    |    |    |    |    |    |    |    |    |    |    |    |    | 6  |    |    |    |    |    |    |    | 6  |    |    |    |    |    |    | 6  |    |    |    |    |    |    |    |    |    |    |    |    |    |    |    |    |    |    |    |    |    |    |
| 7  |    |    |    |    |    |    |    |    |    |    |    |    | 7  |    |    | 7  |    |    |    |    |    |    |    |    |    |    |    |    |    |    |    |    |    |    |    |    |    |    |    |    |    |    |    |    |    |    |    |    |    |    |    |    |    |    |    |    |    |    |    |    |    |    |    |    |    |    |    |    |    |    |    |    |    |    |    |    |    |    |    |    |    |    |    |    |    |    |    |    |    |    |    |    |    |    |
| 8  |    |    |    |    |    |    |    |    |    |    |    |    |    |    |    |    |    |    |    |    |    |    |    |    |    |    |    |    |    |    |    |    |    |    |    |    |    |    |    |    |    |    | 8  |    |    |    |    |    |    |    |    |    |    |    |    |    |    |    |    |    |    |    |    |    |    |    |    |    |    |    |    |    |    |    |    |    |    |    |    |    |    |    |    |    |    |    |    |    |    |    |    |    |    |    |
| 9  |    |    |    |    |    | 9  |    |    | 9  |    |    |    |    |    |    |    |    |    |    | 9  |    |    |    |    |    |    |    |    |    |    |    |    |    |    |    |    |    |    |    |    |    |    |    |    |    | 9  |    |    |    |    |    |    |    |    |    |    |    |    |    |    |    |    |    |    |    |    |    |    |    |    |    |    |    |    |    |    |    |    |    |    |    |    |    |    |    |    |    |    |    |    |    |    |    |    |
| 10 |    |    |    |    |    |    |    |    |    |    |    | 10 |    |    |    |    |    |    |    |    |    |    |    |    |    |    |    |    |    |    |    |    |    |    |    |    |    |    |    |    |    |    |    |    |    |    |    |    |    |    |    |    |    |    |    |    |    |    |    |    |    |    |    |    |    |    |    |    |    |    |    |    |    |    |    |    |    |    |    |    |    |    |    |    |    |    |    |    |    |    |    |    |    |    |
| 11 |    |    |    |    |    |    |    |    |    |    |    |    |    |    |    |    | 11 |    |    |    |    |    |    |    |    |    |    |    |    |    |    |    |    |    |    |    |    |    |    |    |    |    |    |    |    |    |    |    |    |    |    |    |    |    |    |    |    |    |    |    |    |    |    |    |    |    |    |    |    |    |    |    |    |    |    |    |    |    |    |    |    |    |    |    |    |    |    |    |    |    |    |    |    |    |
| 12 |    |    |    |    |    |    |    |    |    |    | 12 |    |    |    |    |    |    |    |    |    |    |    |    |    |    |    |    |    |    |    |    |    |    |    |    |    |    |    |    |    |    |    |    |    |    |    |    |    |    |    |    |    |    |    |    |    |    |    |    |    |    |    |    |    |    |    |    |    |    |    |    |    |    |    |    |    |    |    |    |    |    |    |    |    |    |    |    |    |    |    |    |    |    |    |
| 13 |    |    |    |    |    |    |    |    |    |    |    |    |    |    |    |    |    |    |    |    |    |    |    |    |    |    |    |    |    |    |    |    |    |    |    |    |    |    |    |    |    |    |    |    |    |    |    |    |    |    |    |    |    |    |    |    |    |    |    |    |    |    |    |    |    |    |    |    |    |    |    |    |    |    |    |    |    |    |    |    |    |    |    |    |    |    |    |    |    |    |    |    |    |    |
| 14 |    |    |    |    |    |    |    |    |    |    |    |    |    |    |    |    |    |    |    |    |    |    |    |    |    |    |    |    |    |    |    |    |    |    |    |    |    |    |    |    |    |    |    |    |    |    |    |    |    |    |    |    |    |    |    |    |    |    |    |    |    |    |    |    |    |    |    |    |    |    |    |    |    |    |    |    |    |    |    |    |    |    |    |    |    |    |    |    |    |    |    |    |    |    |
| 15 |    |    |    |    |    |    |    |    |    |    |    |    |    |    |    |    |    |    |    |    |    |    |    |    |    |    |    |    |    |    |    |    |    |    |    |    |    |    |    |    |    |    |    |    |    |    |    |    |    |    |    |    |    |    |    |    |    |    |    |    |    |    |    |    |    |    |    |    |    |    |    |    |    |    |    |    |    |    |    |    |    |    |    |    |    |    |    |    |    |    |    |    |    |    |
| 16 |    |    |    |    |    |    |    |    |    |    |    |    |    |    |    |    |    |    |    |    |    |    |    |    |    |    |    |    |    |    |    |    |    |    |    |    |    |    |    |    |    |    |    |    |    |    |    |    |    |    |    |    |    |    |    |    |    |    |    |    |    |    |    |    |    |    |    |    |    |    |    |    |    |    |    |    |    |    |    |    |    |    |    |    |    |    |    |    |    |    |    |    |    |    |
| 17 |    |    |    |    |    |    |    |    |    |    |    |    |    |    |    |    |    |    |    |    |    |    |    |    |    |    |    |    |    |    |    |    |    |    |    |    |    |    |    |    |    |    |    |    |    |    |    |    |    |    |    |    |    |    |    |    |    |    |    |    |    |    |    |    |    |    |    |    |    |    |    |    |    |    |    |    |    |    |    |    |    |    |    |    |    |    |    |    |    |    |    |    |    |    |
| 18 |    |    |    |    |    |    |    |    |    |    |    |    |    |    |    |    |    |    |    |    |    |    |    |    |    |    |    |    |    |    |    |    |    |    |    |    |    |    |    |    |    |    |    |    |    |    |    |    |    |    |    |    |    |    |    |    |    |    |    |    |    |    |    |    |    |    |    |    |    |    |    |    |    |    |    |    |    |    |    |    |    |    |    |    |    |    |    |    |    |    |    |    |    |    |
| 19 |    |    |    |    |    |    |    |    |    |    |    |    |    |    |    |    |    |    |    |    |    |    |    |    |    |    |    |    |    |    |    |    |    |    |    |    |    |    |    |    |    |    |    |    |    |    |    |    |    |    |    |    |    |    |    |    |    |    |    |    |    |    |    |    |    |    |    |    |    |    |    |    |    |    |    |    |    |    |    |    |    |    |    |    |    |    |    |    |    |    |    |    |    |    |
| 20 |    |    |    |    |    |    |    |    |    |    |    |    |    |    |    |    |    |    |    |    |    |    |    |    |    |    |    |    |    |    |    |    |    |    |    |    |    |    |    |    |    |    |    |    |    |    |    |    |    |    |    |    |    |    |    |    |    |    |    |    |    |    |    |    |    |    |    |    |    |    |    |    |    |    |    |    |    |    |    |    |    |    |    |    |    |    |    |    |    |    |    |    |    |    |
| 21 |    |    |    |    |    |    |    |    |    |    |    |    |    |    |    |    |    |    |    |    |    |    |    |    |    |    |    |    |    |    |    |    |    |    |    |    |    |    |    |    |    |    |    |    |    |    |    |    |    |    |    |    |    |    |    |    |    |    |    |    |    |    |    |    |    |    |    |    |    |    |    |    |    |    |    |    |    |    |    |    |    |    |    |    |    |    |    |    |    |    |    |    |    |    |
| 22 |    |    |    |    |    |    |    |    |    |    |    |    |    |    |    |    |    |    |    |    |    |    |    |    |    |    |    |    |    |    |    |    |    |    |    |    |    |    |    |    |    |    |    |    |    |    |    |    |    |    |    |    |    |    |    |    |    |    |    |    |    |    |    |    |    |    |    |    |    |    |    |    |    |    |    |    |    |    |    |    |    |    |    |    |    |    |    |    |    |    |    |    |    |    |

- Tổng cộng: Real Madrid có 48 lần kết thúc cao hơn, Barcelona có 46 lần kết thúc cao hơn (tính đến cuối mùa giải 2024–25).
- Cách biệt lớn nhất về vị trí giữa Real Madrid và Barcelona là 10 bậc trong mùa giải 1941–42; cách biệt lớn nhất về vị trí của Barcelona so với Real Madrid là 10 bậc trong mùa giải 1947–48.

### Những hat-trick
25 cầu thủ đã ghi hat-trick trong các trận El Clásico chính thức.
| #  | Cầu thủ           | Cho         | Tỉ số    | Ngày                 | Giải đấu                    | Sân vận động                         |
| -- | ----------------- | ----------- | -------- | -------------------- | --------------------------- | ------------------------------------ |
| 1  | Santiago Bernabéu | Real Madrid | 4–1 (H)  | 2 tháng 4 năm 1916   | Copa del Rey 1916           | Campo de O'Donnell                   |
| 2  | Luis Belaunde     | Real Madrid | 6–6 (N)  | 13 tháng 4 năm 1916  | Copa del Rey 1916           | Campo de O'Donnell (Atlético Madrid) |
| 3  | Paulino Alcántara | Barcelona   | 6–6 (N)  | 13 tháng 4 năm 1916  | Copa del Rey 1916           | Campo de O'Donnell (Atlético Madrid) |
| 4  | Santiago Bernabéu | Real Madrid | 6–6 (N)  | 13 tháng 4 năm 1916  | Copa del Rey 1916           | Campo de O'Donnell (Atlético Madrid) |
| 5  | Josep Samitier4   | Barcelona   | 1–5 (A)  | 18 tháng 4 năm 1926  | Copa del Rey 1926           | Estadio Chamartín                    |
| 6  | Jaime Lazcano     | Real Madrid | 5–1 (H)  | 30 tháng 3 năm 1930  | La Liga 1929–30             | Estadio Chamartín                    |
| 7  | Juan Ramón        | Barcelona   | 3–1 (H)  | 5 tháng 4 năm 1931   | La Liga 1930–31             | Camp de Les Corts                    |
| 8  | Jaime Lazcano     | Real Madrid | 8–2 (H)  | 3 tháng 2 năm 1935   | La Liga 1934–35             | Estadio Chamartín                    |
| 9  | Ildefonso Sañudo4 | Real Madrid | 8–2 (H)  | 3 tháng 2 năm 1935   | La Liga 1934–35             | Estadio Chamartín                    |
| 10 | Martí Ventolrà4   | Barcelona   | 5–0 (H)  | 21 tháng 4 năm 1935  | La Liga 1934–35             | Camp de Les Corts                    |
| 11 | Pruden            | Real Madrid | 11–1 (H) | 13 tháng 6 năm 1943  | Copa del Generalísimo 1943  | Estadio Chamartín                    |
| 12 | Sabino Barinaga4  | Real Madrid | 11–1 (H) | 13 tháng 6 năm 1943  | Copa del Generalísimo 1943  | Estadio Chamartín                    |
| 13 | Pahiño            | Real Madrid | 6–1 (H)  | 18 tháng 9 năm 1949  | La Liga 1949–50             | Estadio Real Madrid Club de Fútbol   |
| 14 | Jesús Narro       | Real Madrid | 4–1 (H)  | 14 tháng 1 năm 1951  | La Liga 1950–51             | Estadio Real Madrid Club de Fútbol   |
| 15 | César Rodríguez   | Barcelona   | 4–2 (H)  | 2 tháng 3 năm 1952   | La Liga 1951–52             | Camp de Les Corts                    |
| 16 | Eulogio Martínez4 | Barcelona   | 6–1 (H)  | 19 tháng 5 năm 1957  | Copa del Generalísimo 1957  | Camp de Les Corts                    |
| 17 | Evaristo          | Barcelona   | 4–0 (H)  | 26 tháng 10 năm 1958 | La Liga 1958–59             | Camp Nou                             |
| 18 | Ferenc Puskás     | Real Madrid | 1–5 (A)  | 27 tháng 1 năm 1963  | La Liga 1962–63             | Camp Nou                             |
| 19 | Ferenc Puskás     | Real Madrid | 4–0 (H)  | 30 tháng 3 năm 1964  | La Liga 1963–64             | Santiago Bernabéu                    |
| 20 | Amancio           | Real Madrid | 4–1 (H)  | 8 tháng 11 năm 1964  | La Liga 1964–65             | Santiago Bernabéu                    |
| 21 | Gary Lineker      | Barcelona   | 3–2 (H)  | 31 tháng 1 năm 1987  | La Liga 1986–87             | Camp Nou                             |
| 22 | Romário           | Barcelona   | 5–0 (H)  | 8 tháng 1 năm 1994   | La Liga 1993–94             | Camp Nou                             |
| 23 | Iván Zamorano     | Real Madrid | 5–0 (H)  | 7 tháng 1 năm 1995   | La Liga 1994–95             | Santiago Bernabéu                    |
| 24 | Lionel Messi      | Barcelona   | 3–3 (H)  | 10 tháng 3 năm 2007  | La Liga 2006–07             | Camp Nou                             |
| 25 | Lionel Messi      | Barcelona   | 3–4 (A)  | 23 tháng 3 năm 2014  | La Liga 2013–14             | Santiago Bernabéu                    |
| 26 | Luis Suárez       | Barcelona   | 5–1 (H)  | 28 tháng 10 năm 2018 | La Liga 2018–19             | Camp Nou                             |
| 27 | Karim Benzema     | Real Madrid | 0–4 (A)  | 5 tháng 4 năm 2023   | Copa del Rey 2022–23        | Camp Nou                             |
| 28 | Vinícius Júnior   | Real Madrid | 4–1 (N)  | 14 tháng 1 năm 2024  | Supercopa de España 2023–24 | Sân vận động Đại học Nhà vua Saud    |
| 29 | Kylian Mbappé     | Real Madrid | 4–3 (A)  | 11 tháng 5 năm 2025  | La Liga 2024–25             | Estadi Olímpic Lluís Companys        |

Ghi chú
- 4 = 4 bàn thắng được ghi; (H) = Chủ nhà, (A) = Khách, (N) = Địa điểm trung lập; tỷ số của đội chủ nhà được liệt kê đầu tiên.
- Không bao gồm các trận đấu giao hữu.

### Sân vận động
Tính đến 26 tháng 4 năm 2025
Kể từ trận đấu đầu tiên năm 1902, các trận đấu Clásico chính thức đã được tổ chức tại 18 sân vận động, bao gồm 3 sân vận động bên ngoài Tây Ban Nha. Bảng sau đây hiển thị thông tin chi tiết về các sân vận động đã tổ chức Clásico. Không bao gồm các trận đấu giao hữu.
| RMA                                 | Hòa            | BAR |    | | |
| Hipódromo de la Castellana          | 0              | 0   | 1  | Trận đấu đầu tiên trong lịch sử El Clásico được diễn ra vào ngày 13 tháng 5 năm 1902 tại trường đua ngựa cũ ở Madrid. Sự kiện này là vòng bán kết của Copa de la Coronación ("Cúp Đăng quang") để vinh danh Alfonso XIII, giải đấu chính thức đầu tiên được tổ chức tại Tây Ban Nha.                                                                                    | Copa de la Coronación (1) |
| Hipódromo de la Castellana          | Tổng cộng: 1   |     |    | Trận đấu đầu tiên trong lịch sử El Clásico được diễn ra vào ngày 13 tháng 5 năm 1902 tại trường đua ngựa cũ ở Madrid. Sự kiện này là vòng bán kết của Copa de la Coronación ("Cúp Đăng quang") để vinh danh Alfonso XIII, giải đấu chính thức đầu tiên được tổ chức tại Tây Ban Nha.                                                                                    | Copa de la Coronación (1) |
| Camp del carrer Muntaner            | 0              | 0   | 1  | Mặc dù đây là sân vận động của Espanyol vào thời điểm đó, nhưng nơi đây đã tổ chức trận lượt đi vòng bán kết Copa del Rey 1916. | Copa del Rey (1) |
| Camp del carrer Muntaner            | Tổng cộng: 1   |     |    | Mặc dù đây là sân vận động của Espanyol vào thời điểm đó, nhưng nơi đây đã tổ chức trận lượt đi vòng bán kết Copa del Rey 1916. | Copa del Rey (1) |
| Campo de O'Donnell                  | 1              | 0   | 0  | Sân nhà của Real Madrid (1912–1923). | Copa del Rey (1) |
| Campo de O'Donnell                  | Tổng cộng: 1   |     |    | Sân nhà của Real Madrid (1912–1923). | Copa del Rey (1) |
| Campo de O'Donnell                  | 1              | 1   | 0  | Sân nhà của Atlético Madrid (1913–1923), nơi diễn ra hai trận đấu để xác định suất vào chung kết Copa del Rey năm 1916. Không nên nhầm lẫn với sân vận động cùng tên của Real Madrid vào thời điểm đó. | Copa del Rey (2) |
| Campo de O'Donnell                  | Tổng cộng: 2   |     |    | Sân nhà của Atlético Madrid (1913–1923), nơi diễn ra hai trận đấu để xác định suất vào chung kết Copa del Rey năm 1916. Không nên nhầm lẫn với sân vận động cùng tên của Real Madrid vào thời điểm đó. | Copa del Rey (2) |
| Chamartín                           | 12             | 1   | 4  | Sân nhà Real Madrid (1924–1946). | Copa del Rey/Copa del Generalísimo (2) La Liga (15)                                                                                |
| Chamartín                           | Tổng cộng: 17  |     |    | Sân nhà Real Madrid (1924–1946). | Copa del Rey/Copa del Generalísimo (2) La Liga (15)                                                                                |
| Camp de Les Corts                   | 7              | 5   | 18 | Sân nhà của Barcelona (1922–1957), nơi diễn ra trận El Clásico đầu tiên trong lịch sử La Liga. | Copa del Rey/Copa del Generalísimo (4) La Liga (26)                                                                                |
| Camp de Les Corts                   | Tổng cộng: 30  |     |    | Sân nhà của Barcelona (1922–1957), nơi diễn ra trận El Clásico đầu tiên trong lịch sử La Liga. | Copa del Rey/Copa del Generalísimo (4) La Liga (26)                                                                                |
| Mestalla                            | 3              | 0   | 1  | Sân nhà của Valencia kể từ năm 1923, nơi Real Madrid và Barcelona đối đầu với nhau tại 4 trận chung kết Copa del Rey: 1936, 1990, 2011 và 2014. | Copa del Rey/Copa del Presidente de la República (4)                                                                               |
| Mestalla                            | Tổng cộng: 4   |     |    | Sân nhà của Valencia kể từ năm 1923, nơi Real Madrid và Barcelona đối đầu với nhau tại 4 trận chung kết Copa del Rey: 1936, 1990, 2011 và 2014. | Copa del Rey/Copa del Presidente de la República (4)                                                                               |
| Metropolitano de Madrid             | 1              | 1   | 0  | Sân nhà của Atlético Madrid (1923–1936, 1943–1966), nơi đã tổ chức hai trận đấu của giải đấu khi Real Madrid tạm thời sử dụng nơi này làm sân nhà của họ trong mùa giải 1946–47 và nửa đầu của mùa giải 1947–48, trong khi câu lạc bộ đang tạo điều kiện cho việc xây dựng Estadio Real Madrid Club de Fútbol (nay là Santiago Bernabeu) và di chuyển tiếp theo đến đó. | La Liga (2) |
| Metropolitano de Madrid             | Tổng cộng: 2   |     |    | Sân nhà của Atlético Madrid (1923–1936, 1943–1966), nơi đã tổ chức hai trận đấu của giải đấu khi Real Madrid tạm thời sử dụng nơi này làm sân nhà của họ trong mùa giải 1946–47 và nửa đầu của mùa giải 1947–48, trong khi câu lạc bộ đang tạo điều kiện cho việc xây dựng Estadio Real Madrid Club de Fútbol (nay là Santiago Bernabeu) và di chuyển tiếp theo đến đó. | La Liga (2) |
| Santiago Bernabéu                   | 52             | 22  | 29 | Là sân nhà của Real Madrid từ năm 1947, đây là nơi tổ chức nhiều trận El Clásico hơn bất kỳ sân vận động nào khác cho đến nay. | La Liga (77) Copa del Rey/Copa del Generalísimo (12) Copa de la Liga (3) Supercopa de España (7) European Cup/Champions League (4) |
| Santiago Bernabéu                   | Tổng cộng: 103 |     |    | Là sân nhà của Real Madrid từ năm 1947, đây là nơi tổ chức nhiều trận El Clásico hơn bất kỳ sân vận động nào khác cho đến nay. | La Liga (77) Copa del Rey/Copa del Generalísimo (12) Copa de la Liga (3) Supercopa de España (7) European Cup/Champions League (4) |
| Camp Nou                            | 23             | 22  | 45 | Sân nhà của Barcelona từ năm 1958. | La Liga (67) Copa del Rey/Copa del Generalísimo (9) Copa de la Liga (3) Supercopa de España (7) European Cup/Champions League (4)  |
| Camp Nou                            | Tổng cộng: 90  |     |    | Sân nhà của Barcelona từ năm 1958. | La Liga (67) Copa del Rey/Copa del Generalísimo (9) Copa de la Liga (3) Supercopa de España (7) European Cup/Champions League (4)  |
| Vicente Calderón                    | 1              | 0   | 0  | Sân nhà của Atlético Madrid (1966–2017), nơi Chung kết Copa del Generalísimo 1974 được tổ chức. | Copa del Generalísimo (1) |
| Vicente Calderón                    | Tổng cộng: 1   |     |    | Sân nhà của Atlético Madrid (1966–2017), nơi Chung kết Copa del Generalísimo 1974 được tổ chức. | Copa del Generalísimo (1) |
| La Romareda                         | 0              | 0   | 1  | Sân nhà của Zaragoza kể từ năm 1957, nơi Chung kết Cúp Nhà vua 1983 được tổ chức. | Copa del Rey (1) |
| La Romareda                         | Tổng cộng: 1   |     |    | Sân nhà của Zaragoza kể từ năm 1957, nơi Chung kết Cúp Nhà vua 1983 được tổ chức. | Copa del Rey (1) |
| Alfredo Di Stéfano                  | 1              | 0   | 0  | Sân vận động tạm thời của Real Madrid (2020–2021), nơi câu lạc bộ sử dụng do đại dịch COVID-19 và để tạo điều kiện thuận lợi cho quá trình cải tạo đang diễn ra tại Santiago Bernabéu. | La Liga (1) |
| Alfredo Di Stéfano                  | Tổng cộng: 1   |     |    | Sân vận động tạm thời của Real Madrid (2020–2021), nơi câu lạc bộ sử dụng do đại dịch COVID-19 và để tạo điều kiện thuận lợi cho quá trình cải tạo đang diễn ra tại Santiago Bernabéu. | La Liga (1) |
| Sân vận động Quốc tế Nhà vua Fahd   | 1              | 0   | 1  | Sân vận động đầu tiên bên ngoài Tây Ban Nha tổ chức trận El Clásico, trong khuôn khổ Siêu cúp Tây Ban Nha. | Supercopa de España (2) |
| Sân vận động Quốc tế Nhà vua Fahd   | Tổng cộng: 2   |     |    | Sân vận động đầu tiên bên ngoài Tây Ban Nha tổ chức trận El Clásico, trong khuôn khổ Siêu cúp Tây Ban Nha. | Supercopa de España (2) |
| Olímpic Lluís Companys              | 1              | 0   | 1  | Sân vận động tạm thời của Barcelona (2023–2025), được câu lạc bộ sử dụng để tạo điều kiện thuận lợi cho quá trình cải tạo đang diễn ra tại Camp Nou. | La Liga (2) |
| Olímpic Lluís Companys              | Tổng cộng: 2   |     |    | Sân vận động tạm thời của Barcelona (2023–2025), được câu lạc bộ sử dụng để tạo điều kiện thuận lợi cho quá trình cải tạo đang diễn ra tại Camp Nou. | La Liga (2) |
| Sân vận động Đại học Nhà vua Saud   | 1              | 0   | 0  | Sân vận động thứ hai bên ngoài Tây Ban Nha tổ chức trận El Clásico, trong khuôn khổ Siêu cúp Tây Ban Nha. | Supercopa de España (1) |
| Sân vận động Đại học Nhà vua Saud   | Tổng cộng: 1   |     |    | Sân vận động thứ hai bên ngoài Tây Ban Nha tổ chức trận El Clásico, trong khuôn khổ Siêu cúp Tây Ban Nha. | Supercopa de España (1) |
| Thành phố Thể thao Nhà vua Abdullah | 0              | 0   | 1  | Sân vận động thứ ba bên ngoài Tây Ban Nha tổ chức trận El Clásico, trong khuôn khổ Siêu cúp Tây Ban Nha. | Supercopa de España (1) |
| Thành phố Thể thao Nhà vua Abdullah | Tổng cộng: 1   |     |    | Sân vận động thứ ba bên ngoài Tây Ban Nha tổ chức trận El Clásico, trong khuôn khổ Siêu cúp Tây Ban Nha. | Supercopa de España (1) |
| La Cartuja                          | 0              | 0   | 1  | Sân vận động nơi diễn ra Chung kết Cúp Nhà vua Tây Ban Nha 2025. | Copa del Rey (1) |
| La Cartuja                          | Tổng cộng: 1   |     |    | Sân vận động nơi diễn ra Chung kết Cúp Nhà vua Tây Ban Nha 2025. | Copa del Rey (1) |

## Những kỷ lục
- Các trận đấu giao hữu không được bao gồm trong các hồ sơ sau trừ khi có ghi chú khác.

### Kết quả

#### Những chiến thắng lớn nhất (cách biệt 5 bàn trở lên)
| Cách biệt | Kết quả                    | Ngày              | Giải đấu     |
| --------- | -------------------------- | ----------------- | ------------ |
| 10        | Real Madrid 11–1 Barcelona | 19 June 1943      | Copa del Rey |
| 6         | Real Madrid 8–2 Barcelona  | 3 February 1935   | La Liga      |
| 5         | Barcelona 7–2 Real Madrid  | 24 September 1950 | La Liga      |
| 5         | Barcelona 6–1 Real Madrid  | 19 May 1957       | Copa del Rey |
| 5         | Real Madrid 6–1 Barcelona  | 18 September 1949 | La Liga      |
| 5         | Barcelona 5–0 Real Madrid  | 21 April 1935     | La Liga      |
| 5         | Barcelona 5–0 Real Madrid  | 25 March 1945     | La Liga      |
| 5         | Real Madrid 5–0 Barcelona  | 5 October 1953    | La Liga      |
| 5         | Real Madrid 0–5 Barcelona  | 17 February 1974  | La Liga      |
| 5         | Barcelona 5–0 Real Madrid  | 8 January 1994    | La Liga      |
| 5         | Real Madrid 5–0 Barcelona  | 7 January 1995    | La Liga      |
| 5         | Barcelona 5–0 Real Madrid  | 29 November 2010  | La Liga      |

#### Nhiều bàn thắng nhất trong một trận đấu
| Số bàn | kết quả                    | Ngày              | Giải đấu     |
| ------ | -------------------------- | ----------------- | ------------ |
| 12     | Real Madrid 6–6 Barcelona  | 13 April 1916     | Copa del Rey |
| 12     | Real Madrid 11–1 Barcelona | 13 June 1943      | Copa del Rey |
| 10     | Real Madrid 8–2 Barcelona  | 3 February 1935   | La Liga      |
| 10     | Barcelona 5–5 Real Madrid  | 10 January 1943   | La Liga      |
| 9      | Barcelona 7–2 Real Madrid  | 24 September 1950 | La Liga      |
| 8      | Barcelona 3–5 Real Madrid  | 4 December 1960   | La Liga      |
| 8      | Real Madrid 2–6 Barcelona  | 2 May 2009        | La Liga      |

#### Những chuỗi dài nhất

##### Số trận thắng liên tiếp nhiều nhất
| Số trận | CLB         | Giia đoạn                           |
| ------- | ----------- | ----------------------------------- |
| 7       | Real Madrid | 22 April 1962 – 28 February 1965    |
| 5       | Barcelona   | 13 December 2008 – 29 November 2010 |
| 5       | Real Madrid | 1 March 2020 – 20 March 2022        |

##### Nhiều trận hòa liên tiếp nhất
| Số trận | Giia đoạn                  |
| ------- | -------------------------- |
| 3       | 1 May 2002 – 20 April 2003 |

##### Nhiều trận đấu liên tiếp nhất mà không có trận hòa
| Số trận | Giai đoạn                                      |
| ------- | ---------------------------------------------- |
| 16      | 25 January 1948 – 21 November 1954             |
| 16      | 1 March 2020 – 12 January 2025 (đang tiếp tục) |
| 15      | 23 November 1960 – 19 March 1967               |
| 12      | 4 December 1977 – 26 March 1983                |
| 11      | 19 May 1957 – 27 April 1960                    |
| 9       | 5 March 1933 – 28 January 1940                 |

##### Chuỗi bất bại dài nhất
| Số trận | CLB         | Giai đoạn                           |
| ------- | ----------- | ----------------------------------- |
| 8       | Real Madrid | 3 March 2001 – 6 December 2003      |
| 7       | Real Madrid | 31 January 1932 – 3 February 1935   |
| 7       | Real Madrid | 22 April 1962 – 18 February 1965    |
| 7       | Barcelona   | 27 April 2011 – 25 January 2012     |
| 7       | Barcelona   | 23 December 2017 – 18 December 2019 |

##### Chuỗi trận bất bại dài nhất tại giải league
| Số trận     | CLB         | Giai đoạn                            |
| ----------- | ----------- | ------------------------------------ |
| 7 (6 thắng) | Barcelona   | 13 December 2008 – 10 December 2011  |
| 7 (5 thắng) | Real Madrid | 31 January 1932 – 3 February 1935    |
| 7 (4 thắng) | Barcelona   | 3 December 2016 – 18 December 2019   |
| 6 (6 thắng) | Real Madrid | 30 September 1962 – 28 February 1965 |
| 6 (4 thắng) | Barcelona   | 11 May 1997 – 13 October 1999        |
| 6 (3 thắng) | Barcelona   | 28 November 1971 – 17 February 1974  |
| 5 (4 thắng) | Barcelona   | 30 March 1947 – 15 January 1949      |
| 5 (4 thắng) | Real Madrid | 18 December 2019 – 24 October 2021   |
| 5 (3 thắng) | Barcelona   | 11 May 1975 – 30 January 1977        |
| 5 (3 thắng) | Real Madrid | 1 April 2006 – 7 May 2008            |

##### Nhiều trận liên tiếp không để thủng lưới nhất
| Số trận | CLB         | Giai đoạn                           |
| ------- | ----------- | ----------------------------------- |
| 5       | Barcelona   | 3 April 1972 – 17 February 1974     |
| 3       | Real Madrid | 29 June 1974 – 11 May 1975          |
| 3       | Barcelona   | 29 November 2009 – 29 November 2010 |
| 3       | Barcelona   | 27 February 2019 – 18 December 2019 |

##### Nhiều trận đấu liên tiếp ghi bàn nhất
| Số trận | CLB         | Giai đoạn                          |
| ------- | ----------- | ---------------------------------- |
| 24      | Barcelona   | 27 April 2011 – 13 August 2017     |
| 21      | Barcelona   | 30 November 1980 – 31 January 1987 |
| 18      | Real Madrid | 3 May 2011 – 22 March 2015         |
| 13      | Real Madrid | 1 December 1946 – 23 November 1952 |
| 13      | Real Madrid | 15 February 1959 – 21 January 1962 |
| 13      | Real Madrid | 22 April 1962 – 9 April 1968       |
| 12      | Real Madrid | 5 December 1990 – 16 December 1993 |
| 10      | Barcelona   | 11 September 1991 – 7 May 1994     |
| 10      | Barcelona   | 30 January 1997 – 13 October 1999  |

### Cầu thủ

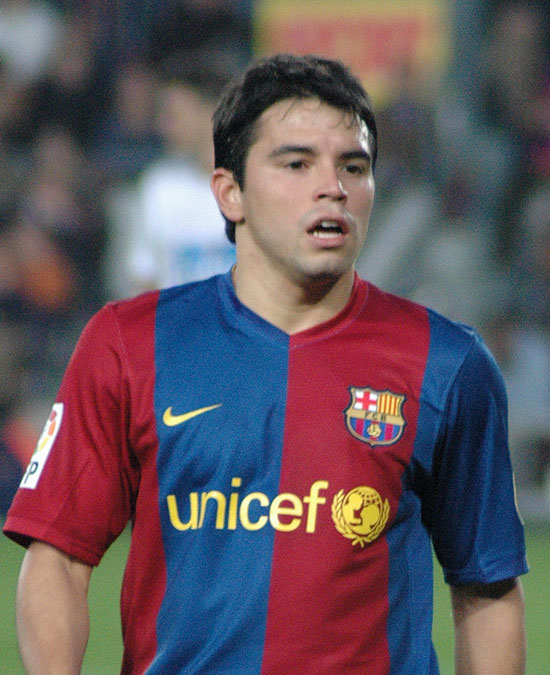
Javier Saviola là cầu thủ gần đây nhất chuyển nhượng trực tiếp giữa hai đội bóng kình địch vào năm 2007.

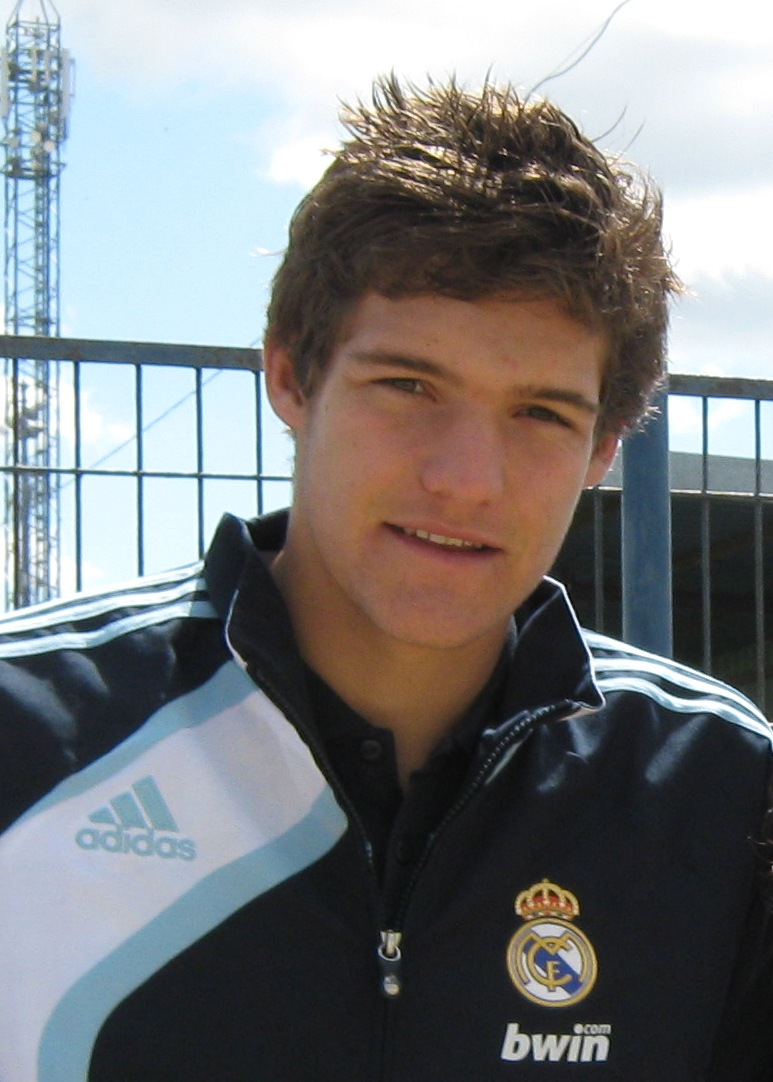
After signing for Barcelona in 2022, Marcos Alonso became the most recent player to play for both clubs.

Tính đến 5 tháng 4 năm 2023

#### Ghi bàn

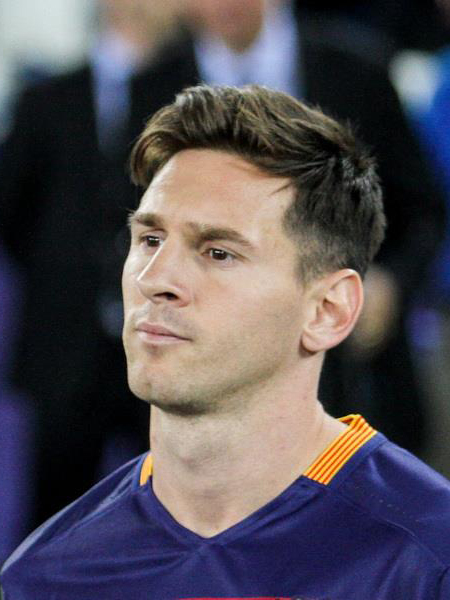
Lionel Messi là cầu thủ ghi nhiều bàn thắng nhất mọi thời đại trong lịch sử El Clásico với 26 bàn thắng.

##### Ghi bàn nhiều nhất
- Những cầu thủ in đậm vẫn đang thi đấu cho Real Madrid hoặc Barcelona.
- Những con số in đậm là kỷ lục ghi bàn trong giải đấu.
- Không bao gồm các trận giao hữu.

| Hạng | Cầu thủ            | Câu lạc bộ      | La Liga | Copa | Supercopa | League Cup | Europe | Tổng cộng |
| ---- | ------------------ | --------------- | ------- | ---- | --------- | ---------- | ------ | --------- |
| 1    | Lionel Messi       | Barcelona       | 18      | —    | 6         | —          | 2      | 26        |
| 2    | Alfredo Di Stéfano | Real Madrid     | 14      | 2    | —         | —          | 2      | 18        |
| 2    | Cristiano Ronaldo  | Real Madrid     | 9       | 5    | 4         | —          | —      | 18        |
| 4    | Karim Benzema      | Real Madrid     | 8       | 4    | 4         | —          | —      | 16        |
| 5    | Raúl               | Real Madrid     | 11      | —    | 3         | —          | 1      | 15        |
| 6    | César              | Barcelona       | 12      | 2    | —         | —          | —      | 14        |
| 6    | Francisco Gento    | Real Madrid     | 10      | 2    | —         | —          | 2      | 14        |
| 6    | Ferenc Puskás      | Real Madrid     | 9       | 2    | —         | —          | 3      | 14        |
| 9    | Santillana         | Real Madrid     | 9       | 2    | —         | 1          | —      | 12        |
| 10   | Luis Suárez        | Barcelona       | 9       | 2    | —         | —          | —      | 11        |
| 11   | Hugo Sánchez       | Real Madrid     | 8       | —    | 2         | —          | —      | 10        |
| 11   | Juanito            | Real Madrid     | 8       | —    | —         | 2          | —      | 10        |
| 11   | Josep Samitier     | Cả 2 câu lạc bộ | 4       | 6    | —         | —          | —      | 10        |
| 14   | Estanislao Basora  | Barcelona       | 8       | 1    | —         | —          | —      | 9         |
| 15   | Jaime Lazcano      | Real Madrid     | 8       | —    | —         | —          | —      | 8         |
| 15   | Pahíño             | Real Madrid     | 8       | —    | —         | —          | —      | 8         |
| 15   | Iván Zamorano      | Real Madrid     | 4       | 2    | 2         | —          | —      | 8         |
| 15   | Sabino Barinaga    | Real Madrid     | 4       | 4    | —         | —          | —      | 8         |
| 15   | Eulogio Martínez   | Barcelona       | 2       | 5    | —         | —          | 1      | 8         |
| 15   | Luis Suárez        | Barcelona       | 2       | 4    | —         | —          | 2      | 8         |
| 15   | Santiago Bernabéu  | Real Madrid     | —       | 8    | —         | —          | —      | 8         |

##### Ghi bàn liên tiếp
| Hạng              | Câu lạc bộ  | Số trận liên tiếp | Tổng số bàn trong chuỗi | Bắt đầu                               | Kết thúc                                   |
| ----------------- | ----------- | ----------------- | ----------------------- | ------------------------------------- | ------------------------------------------ |
| Cristiano Ronaldo | Real Madrid | 6                 | 7                       | Copa del Rey 2011–12 (tứ kết lượt đi) | La Liga 2012–13 (vòng 7)                   |
| Iván Zamorano     | Real Madrid | 5                 | 5                       | La Liga 1992–93 (vòng 20)             | Supercopa de España 1993 (lượt về)         |
| Santiago Bernabéu | Real Madrid | 4                 | 8                       | Copa del Rey 1916 (bán kết lượt đi)   | Copa del Rey 1916 (đá lại bán kết lượt về) |
| Simón Lecue       | Real Madrid | 4                 | 5                       | La Liga 1935–36 (vòng 7)              | La Liga 1939–40 (vòng 9)                   |
| Ronaldinho        | Barcelona   | 4                 | 5                       | La Liga 2004–05 (vòng 12)             | La Liga 2005–06 (vòng 31)                  |
| Giovanni          | Barcelona   | 4                 | 4                       | Supercopa de España 1997 (lượt đi)    | La Liga 1997–98 (vòng 28)                  |

#### Ra sân nhiều nhất

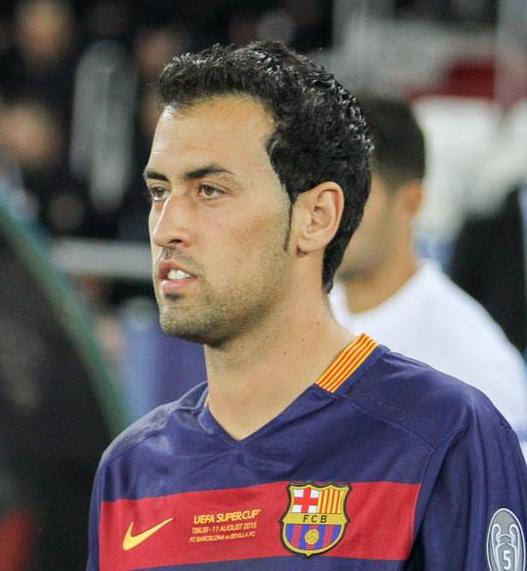
Sergio Busquets là cầu thủ ra sân nhiều nhất ở El Clásico với 48 trận.

- Những cầu thủ in đậm vẫn đang thi đấu cho Real Madrid hoặc Barcelona.[95]

| Trận | Cầu thủ         | Câu lạc bộ  |
| ---- | --------------- | ----------- |
| 48   | Sergio Busquets | Barcelona   |
| 45   | Lionel Messi    | Barcelona   |
| 45   | Sergio Ramos    | Real Madrid |
| 43   | Karim Benzema   | Real Madrid |
| 42   | Francisco Gento | Real Madrid |
| 42   | Manuel Sanchís  | Real Madrid |
| 42   | Xavi            | Barcelona   |
| 40   | Gerard Piqué    | Barcelona   |
| 38   | Andrés Iniesta  | Barcelona   |
| 37   | Fernando Hierro | Real Madrid |
| 37   | Raúl            | Real Madrid |
| 37   | Iker Casillas   | Real Madrid |
| 35   | Santillana      | Real Madrid |

#### Thủ môn

##### Giữ sạch lưới nhiều nhất
| Tên                   | Câu lạc bộ  | Thi đấu      | Tổng cộng |
| --------------------- | ----------- | ------------ | --------- |
| Víctor Valdés         | Barcelona   | 2002–2014    | 7         |
| Andoni Zubizarreta    | Barcelona   | 1986–1994    | 6         |
| Francisco Buyo        | Real Madrid | 1986–1997    | 6         |
| Marc-André ter Stegen | Barcelona   | 2014–present | 6         |
| Iker Casillas         | Real Madrid | 1999–2015    | 6         |

##### Giữ sạch lưới nhiều trận liên tiếp nhất
| Tên                   | Câu lạc bộ | Số trận | Bất đầu                                    | Kết thúc                     |
| --------------------- | ---------- | ------- | ------------------------------------------ | ---------------------------- |
| Miguel Reina          | Barcelona  | 3       | 1971–72 La Liga (28th round)               | 1972–73 La Liga (22nd round) |
| Víctor Valdés         | Barcelona  | 3       | 2009–10 La Liga (12th round)               | 2010–11 La Liga (13th round) |
| Marc-André ter Stegen | Barcelona  | 3       | 2018–19 Copa del Rey (semi-finals 2nd leg) | 2019–20 La Liga (10th round) |

Kiến tạo
- Kiến tạo nhiều nhất: 14 –  Lionel Messi[97]
- Kiến tạo nhiều nhất trong một trận: 4 –  Xavi (2 tháng 5 2009, La Liga)[98]
- Kiến tạo nhiều nhất trong một mùa giải: 5 –  Lionel Messi (2011–12)

#### Thẻ phạt
- Nhiều thẻ vàng nhất: 22 –  Sergio Ramos
- Nhiều thẻ đỏ nhất: 5 –  Sergio Ramos

#### Kỉ lục khác
- Ghi bàn phạt đền nhiều nhất: 6 –  Lionel Messi
- Ghi bàn đá phạt nhiều nhất: 2
  -  Ronald Koeman (1991–92 La Liga & 1993–94 La Liga)
  -  Lionel Messi (2012 Supercopa de España & 2012–13 La Liga)
- Nhiều trận thắng nhất: 23 –  Sergio Busquets
- Nhiều trận thua nhất: 20 –  Sergio Ramos
- Nhiều hat-trick nhất: 2
  -  Santiago Bernabéu (1916 Copa del Rey)
  -  Jaime Lazcano (1929–30 La Liga & 1934–35 La Liga)
  -  Ferenc Puskás (1962–63 La Liga & 1963–64 La Liga)
  -  Lionel Messi (2006–07 La Liga & 2013–14 La Liga)
- Người ghi bàn trẻ tuổi nhất: 17 năm, 356 ngày –  Alfonso Navarro, 1946–47 La Liga, 30 tháng 3 năm 1947
- Người ghi bàn lớn tuổi nhất: 37 năm, 164 ngày –  Alfredo Di Stéfano, 1963–64 La Liga, 15 tháng 12 năm 1963
- Ghi bàn nhanh nhất: 21 giây –  Karim Benzema, 2011–12 La Liga, 10 tháng 12 năm 2011[99][100]
- Ghi bàn bằng phạt đền nhanh nhất: 2 phút –  Pirri, 1976–77 La Liga, 30 tháng 1 năm 1977
- Ghi bàn trong nhiều giải đấu nhất: 4 –  Pedro (La Liga, UEFA Champions League, Copa del Rey và Supercopa de España)
- Ghi bàn trong nhiều mùa giải nhất: 11 –  Paco Gento: (1954–55, 1958–59, 1959–60, 1960–61, 1961–62, 1962–63, 1963–64, 1965–66, 1967–68, 1968–69 và 1969–70)
- Ghi nhiều bàn nhất nhất trong một mùa giải: 8 –  Santiago Bernabéu (1915–16)
- Ghi bàn trong nhiều sân vận động nhất: 4
  -  Santillana (Santiago Bernabéu, Camp Nou, Vicente Calderón và La Romareda)
  -  Karim Benzema (Santiago Bernabéu, Camp Nou, Alfredo Di Stéfano Stadium và King Fahd International Stadium)
- Ba cầu thủ chơi cho cả hai câu lạc bộ ở El Clásico:
  -  Josep Samitier (trong 1925–26 and 1931–32 cho Barcelona và trong 1932–33 và 1933–34 cho Madrid FC)
  -  Luís Figo (in 1995–96, 1997–98 and 1999–2000 for Barcelona and in 2001–02 cho Real Madrid)
  -  Ronaldo (trong 1996–97 cho Barcelona và trong 2002–03, 2003–04, 2004–05 cho 2005–06 cho Real Madrid)

### Huấn luyện viên

#### Nhiều trận nhất
| Hạng | Huấn luyện viên | Đội         | Số trận | Năm                 | (Các) giải đấu (số trận)                                                       |
| ---- | --------------- | ----------- | ------- | ------------------- | ------------------------------------------------------------------------------ |
| 1    | Miguel Muñoz    | Real Madrid | 36      | 1960–1974           | La Liga (27) Copa del Rey (5) European Cup (4)                                 |
| 2    | Johan Cruyff    | Barcelona   | 25      | 1988–1996           | La Liga (16) Copa del Rey (3) Supercopa de España (6)                          |
| 3    | Carlo Ancelotti | Real Madrid | 18      | 2013–2015 2021–nay  | La Liga (11) Copa del Rey (3) Supercopa de España (4)                          |
| 4    | José Mourinho   | Real Madrid | 17      | 2010–2013           | La Liga (6) Copa del Rey (5) Supercopa de España (4) UEFA Champions League (2) |
| 5    | Pep Guardiola   | Barcelona   | 15      | 2008–2012           | La Liga (8) Copa del Rey (3) Supercopa de España (2) UEFA Champions League (2) |
| 6    | Rinus Michels   | Barcelona   | 13      | 1971–1975 1976–1978 | La Liga (12) Copa del Rey (1)                                                  |
| 7    | Terry Venables  | Barcelona   | 12      | 1984–1987           | La Liga (8) Copa de la Liga (4)                                                |
| 8    | Leo Beenhakker  | Real Madrid | 11      | 1986–1989 1992      | La Liga (9) Supercopa de España (2)                                            |
| 8    | Zinedine Zidane | Real Madrid | 11      | 2016–2018 2019–2021 | La Liga (9) Supercopa de España (2)                                            |

#### Nhiều trận thắng nhất
| Hạng | Huấn luyện viên | Câu lạc bộ  | Giia đoạn           | Thắng |
| ---- | --------------- | ----------- | ------------------- | ----- |
| 1    | Miguel Muñoz    | Real Madrid | 1960–1974           | 16    |
| 2    | Johan Cruyff    | Barcelona   | 1988–1996           | 9     |
| 2    | Pep Guardiola   | Barcelona   | 2008–2012           | 9     |
| 2    | Carlo Ancelotti | Real Madrid | 2013–2015 2021–nay  | 9     |
| 5    | Terry Venables  | Barcelona   | 1984–1987           | 6     |
| 5    | Zinedine Zidane | Real Madrid | 2016–2018 2019–2021 | 6     |

## Hiệu suất chung

### Thông tin chung
|                                                                        | Real Madrid                            | Barcelona                                |
| ---------------------------------------------------------------------- | -------------------------------------- | ---------------------------------------- |
| Tên câu lạc bộ sau khi thành lập                                       | Madrid Football Club                   | Foot-Ball Club Barcelona                 |
| Ngày thành lập                                                         | 6 tháng 3 năm 1902                     | 29 tháng 11 năm 1899                     |
| Số thành viên                                                          | 95,612 (tính đến 24 tháng 11 năm 2024) | 150,317 (tính đến 31 tháng 5 năm 2023)   |
| Sân vận động                                                           | Santiago Bernabéu                      | Estadi Olímpic Lluís Companys (tạm thời) |
| Sức chứa                                                               | 83,186                                 | 54,367                                   |
| Số mùa giải tại La Liga                                                | 94 (chưa từng xuống hạng)              | 94 (chưa từng xuống hạng)                |
| Ghi được nhiều bàn thắng nhất trong một mùa giải ở La Liga             | 121 (2011–12)                          | 116 (2016–17)                            |
| Số điểm cao nhất trong một mùa giải ở La Liga                          | 100 (2011–12)                          | 100 (2012–13)                            |
| Số lần giành cú đúp (La Liga và Copa del Rey)                          | 4                                      | 8                                        |
| Số lần giành cú đúp (La Liga và UEFA Champions League)                 | 5                                      | 5                                        |
| Số lần giành cú ăn ba (La Liga, Copa del Rey và UEFA Champions League) | 0                                      | 2                                        |

## Những con người của cả hai câu lạc bộ

### Cầu thủ
Barcelona đến Real Madrid
- 1902:  Alfonso Albéniz[note 8]
- 1906:  José Quirante[note 9]
- 1908:  Charles Wallace[note 10]
- 1911:  Arsenio Comamala
- 1913:  Walter Rozitsky
- 1930:  Ricardo Zamora (qua Espanyol)
- 1932:  Josep Samitier
- 1949:  Joaquín Navarro (qua Sabadell)[109]
- 1950:  Alfonso Navarro[note 11]
- 1959:  László Kaszás[note 12]
- 1961:  Justo Tejada
- 1962:  Evaristo
- 1965:  Fernand Goyvaerts
- 1988:  Bernd Schuster
- 1990:  Luis Milla
- 1992:  Nando Muñoz
- 1994:  Michael Laudrup
- 1995:  Miquel Soler (qua Sevilla)
- 2000:  Luís Figo
- 2000:  Albert Celades (qua Celta Vigo)
- 2002:  Ronaldo (qua Inter Milan)
- 2007:  Javier Saviola

Real Madrid đến Barcelona
- 1905:  Luciano Lizárraga[note 13]
- 1909:  Enrique Normand[note 14]
- 1939:  Luis Junco (qua Atlético Aviación)
- 1939:  Hilario (qua Valencia)
- 1946:  Josep Canal
- 1961:  Chus Pereda (qua Sevilla)
- 1965:  Lucien Muller
- 1980:  Amador Lorenzo (qua Hércules)
- 1994:  Gheorghe Hagi (qua Brescia)
- 1994:  Julen Lopetegui (qua Logroñés)
- 1995:  Robert Prosinečki
- 1996:  Luis Enrique
- 1999:  Dani García Lara (qua Mallorca)
- 2000:  Alfonso Pérez (qua Real Betis)
- 2004:  Samuel Eto'o (qua Mallorca)
- 2022:  Marcos Alonso (qua Bolton Wanderers, Fiorentina và Chelsea)

| Từ Barcelona đến Real Madrid                                   | 17 |
| Từ Barcelona đến một câu lạc bộ khác trước khi đến Real Madrid | 5  |
| Tổng cộng                                                      | 22 |
| Từ Real Madrid đến Barcelona                                   | 6  |
| Từ Real Madrid đến một câu lạc bộ khác trước khi đến Barcelona | 10 |
| Tổng cộng                                                      | 16 |
| Tổng số lần chuyển                                             | 38 |

### Huấn luyện viên

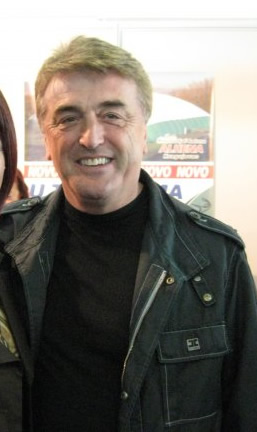
Radomir Antić đã dẫn dắt cả 2 câu lạc bộ.

Chỉ có hai huấn luyện viên từng dẫn dắt cả hai câu lạc bộ:
- Enrique Fernández
  - Barcelona: 1947–1950
  - Real Madrid: 1953–1954
- Radomir Antić
  - Real Madrid: 1991–1992
  - Barcelona: 2003